# القرآن
الۡقُرۡآنۡ، ويُسَمَّىٰ تكريمًا ٱلۡقُرۡآنَ ٱلۡكَرِيمَ، هو كتاب الله المعجز عند المسلمين، يُعَظِّمُونَهُ وَيُؤْمِنُونَ بأَنَّهُ كلام الله، وَأَنَّهُ قد أُنزِلَ علىٰ الرسول محمد للبيان والإعجاز، وأنه محفوظ في الصدور والسطور من كل مس أو تحريف، مَنْقُولࣱ بالتواتر، متعبدٌ بتلاوته، وأنه آخر الكتب السماوية بعد صحف إبراهيم والزبور والتوراة والإنجيل.
القرآن هو أقدم الكتب العربية، ويعد بشكل واسع الأعلى قيمةً لغويًّا، لما يجمعه من البلاغة والبيان والفصاحة. وللقرآن أثر وفضل في توحيد وتطوير اللغة العربية وآدابها وعلومها الصرفية والنحوية، ووضع وتوحيد وتثبيت اللّبنات الأساس لقواعد اللغة العربية، إذ يُعد مرجعًا وأساسًا لكل مساهمات الفطاحلة اللغويين في تطوير اللغة العربية وعلى رأسهم أبو الأسود الدؤلي والخليل بن أحمد الفراهيدي وتلميذه سيبويه وغيرهم، سواء عند القدماء أو المحدثين إلى حقبة أدب المهجر في العصر الحديث، ابتداءً من أحمد شوقي إلى رشيد سليم الخوري وجبران خليل جبران، وغيرهم من الذين كان لهم دور كبير في محاولة الدفع بإحياء اللغة والتراث العربي في العصر الحديث.
ويعود الفضل في توحيد اللغة العربیة إلى نزول القرآن الكريم، حيث لم تكن موحَّدة قبل هذا العهد رغم أنها كانت ذات غنًى ومرونة، إلى أن نزل القرآن وتحدى الجموع ببیانه، وأعطی اللغة العربية سیلًا من حسن السبك وعذوبة السَّجْعِ، ومن البلاغة والبيان ما عجز عنه بلغاء العرب. وقد وحد القرآن الكريم اللغة العربية توحیدًا كاملًا وحفظها من التلاشي والانقراض، كما حدث مع العديد من اللغات السّامية الأخرى، التي أضحت لغات بائدة واندثرت مع الزمن، أو لغات طالها الضعف والانحطاط، وبالتالي عدم القدرة على مسايرة التغييرات والتجاذبات التي تعرفها الحضارة وشعوب العالم القديم والحديث.
ويحتوي القرآن على 114 سورة تصنف إلى مكّية ومدنية وفقًا لمكان وزمان نزول الوحي بها. ويؤمن المسلمون أن القرآن أنزله الله على لسان الملَك جبريل إلى النبي محمد على مدى 23 سنة تقريبًا، بعد أن بلغ النبي محمد سن الأربعين، وحتى وفاته عام 11 هـ/632م. كما يؤمن المسلمون بأن القرآن حُفظ بدقة على يد الصحابة، بعد أن نزل الوحي على النبي محمد فحفظه وقرأه على صحابته، وأن آياته محكمات مفصلات، وأنه يخاطب الأجيال كافة في كل القرون، ويتضمن كل المناسبات ويحيط بكل الأحوال.
بعد وفاة النبي محمد، جُمع القرآن في مصحف واحد بأمر من الخليفة الأول أبي بكر الصديق وفقًا لاقتراح من الصحابي عمر بن الخطاب. وبعد وفاة الخليفة الثاني عمر بن الخطاب، ظلت تلك النسخة محفوظة لدى أم المؤمنين حفصة بنت عمر، إلى أن رأى الخليفة الثالث عثمان بن عفان اختلاف المسلمين في القراءات لاختلاف لهجاتهم، فسأل حفصة بأن تسمح له باستخدام المصحف الذي بحوزتها والمكتوب بلهجة قريش لتكون اللهجة القياسية، وأمر عثمان بنسخ عدة نسخ من المصحف لتوحيد القراءة، واستبعاد ما يخالف ذلك المصحف، وتوزيع تلك النسخ على الأمصار، واحتفظ لنفسه بنسخة منه. تعرف هذه النسخ إلى الآن بالمصحف العثماني. لذا فالنسخة الحالية للقرآن تحتوي على نفس النص المنسوخ من النسخة الأصلية التي جمعها أبو بكر.
يؤمن المسلمون أن القرآن معجزة النبي محمد للعالمين، وأن آياته تتحدى العالمين بأن يأتوا بمثله أو بسورة مثله، كما يعدونه دليلًا على نبوته، وتتويجًا لسلسلة من الرسالات السماوية التي بدأت، وفقًا لعقيدة المسلمين، مع صحف آدم مرورًا بصحف إبراهيم، وتوراة موسى، وزبور داود، وصولًا إلى إنجيل عيسى.

## أصل الكلمة ومعناها

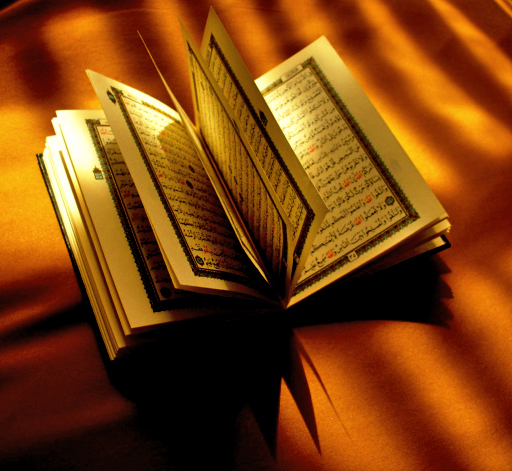
المصحف.

كلمة "'قرآن'" مصدر للفعل الثلاثي «قرأ»، يقال قرأ يقرأ «قراءة»، و«قرآنًا» بمعنى الجمع والضم، يُقال: «قرأت الماء في الحوض»، بمعنى جمعته فيه، يُقال: «ما قرَأت الناقة جنينًا»، أي لم يضمَّ رحمها ولد. سُمي القرآن قرآنًا لأنه يجمع الآيات والسور ويضم بعضها إلى بعض. وقال الفرّاء: بل هو مشتق من القرائن لأن الآيات منه يصدق بعضها بعضًا، ويشابه بعضها بعضًا وهي قرائن، والقول ضعيف والأول أصح. و«القرآن» على وزن فعلان كغفران وشكران، وهو مهموز كما في قراءة جمهور القراء، ويُقرأ بالتخفيف «قران» كما في قراءة ابن كثير. قال العلّامة الطبرسي: «القرآن: معناه القراءة في الأصل، وهو مصدرُ قرأتُ، أي تَلَوْتُ، وهو المَرْوِي عن ابن عباس، وقيل هو مصدرُ قرأتُ الشيء، أي جَمَعْتُ بعضهُ إلى بعض». زعم بعض الباحثين الغربيون أن اللفظ من أصل سرياني من كلمة «قريانا» والتي تعني «قراءة الكتاب المقدس» أو «الدرس»، واللغويون المسلمون يرجعونه إلى «القراءة» بمعنى الجمع. وعلى كل حال، فقد أصبح اللفظ عربيًّا في زمن النبي محمد.
للقرآن أسماء أخرى كثيرة، تمت الإشارة إليها في القرآن نفسه مثل «الفرقان» و«الهدى» و«الذِكر» و«الحكمة» و«كلام الله» و«الكتاب»، وقد أفرد المؤلفون في علوم القرآن فصولًا لذكر أسماء القرآن ومعانيها. وأفرد بعضهم كتبًا مستقلة في بيان أسماء القرآن وصفاته. أما مصطلح «المصحف» فيُستخدم عادةً للإشارة إلى النسخ المكتوبة منه، إذ لم يكن لفظ المصحف بمعنى الكتاب الذي يجمع بين دفتيه القرآن في بادئ الأمر، إنما أطلق هذا الاسم على القرآن بعد أن جمعه أبو بكر الصديق فأصبح اسمًا له. يُقال للقرآن فرقان، باعتبار أنه كلام فارق بين الحق والباطل، وقيل لفصله بحجّته وأدلته وحدوده وفرائضه وسائر معاني حكمه بين المحق والمبطل، وفرقانه بينهما تبصرة المحق وتخذيله المبطل حكمًا وقضاءً، كما ورد في الآية الأولى من سورة الفرقان: ﴿تَبَارَكَ الَّذِي نَزَّلَ الْفُرْقَانَ عَلَى عَبْدِهِ لِيَكُونَ لِلْعَالَمِينَ نَذِيرًا ۝١﴾ [الفرقان:1]، ويُقال له الكتاب إشارة إلى جمعه وكتابته في السطور، وذُكر على أنه «الذِّكر» في الآية 9 من سورة الحجر: ﴿إِنَّا نَحْنُ نَزَّلْنَا الذِّكْرَ وَإِنَّا لَهُ لَحَافِظُونَ ۝٩﴾ [الحجر:9]، والمقصود به أن هذا القرآن الذي أُنزل على محمد ذكر لمن تذكر به، وموعظة لمن اتعظ به، ويقول بعض المفسرين أيضًا في معنى الذِّكر أنه يحتمل أمرين: أحدهما أن يريد به أنه ذكر من الله لعباده بالفرائض والأحكام، والآخر أنه شرفٌ لمن آمن به وصَدَّقَ بما فيه. يقول علماء القرآن والتفسير أن الأسماء والألقاب العديدة للقرآن يمكن تصنيفها إلى ثلاث مجموعات:
- المجموعة الأولى: وهي طائفة من الأسماء التي تشير إلى ذات الكتاب وحقيقته، وهي الأسماء التالية: الكتاب ﴿تِلْكَ آيَاتُ الْكِتَابِ الْمُبِينِ ۝٢﴾[ا]، القرآن ﴿إِنَّ هَذَا الْقُرْآنَ يَهْدِي لِلَّتِي هِيَ أَقْوَمُ وَيُبَشِّرُ الْمُؤْمِنِينَ الَّذِينَ يَعْمَلُونَ الصَّالِحَاتِ أَنَّ لَهُمْ أَجْرًا كَبِيرًا ۝٩﴾[ب]، كلام الله ﴿وَإِنْ أَحَدٌ مِنَ الْمُشْرِكِينَ اسْتَجَارَكَ فَأَجِرْهُ حَتَّى يَسْمَعَ كَلَامَ اللَّهِ ثُمَّ أَبْلِغْهُ مَأْمَنَهُ ذَلِكَ بِأَنَّهُمْ قَوْمٌ لَا يَعْلَمُونَ ۝٦﴾[ج]، الروح ﴿وَكَذَلِكَ أَوْحَيْنَا إِلَيْكَ رُوحًا مِنْ أَمْرِنَا مَا كُنْتَ تَدْرِي مَا الْكِتَابُ وَلَا الْإِيمَانُ وَلَكِنْ جَعَلْنَاهُ نُورًا نَهْدِي بِهِ مَنْ نَشَاءُ مِنْ عِبَادِنَا وَإِنَّكَ لَتَهْدِي إِلَى صِرَاطٍ مُسْتَقِيمٍ ۝٥٢﴾[د]،[44][45] التنزيل ﴿وَإِنَّهُ لَتَنْزِيلُ رَبِّ الْعَالَمِينَ ۝١٩٢﴾[ه]، الأمر ﴿ذَلِكَ أَمْرُ اللَّهِ أَنْزَلَهُ إِلَيْكُمْ وَمَنْ يَتَّقِ اللَّهَ يُكَفِّرْ عَنْهُ سَيِّئَاتِهِ وَيُعْظِمْ لَهُ أَجْرًا ۝٥﴾[و]، القول ﴿وَلَقَدْ وَصَّلْنَا لَهُمُ الْقَوْلَ لَعَلَّهُمْ يَتَذَكَّرُونَ ۝٥١﴾[ز]، الوحي ﴿قُلْ إِنَّمَا أُنْذِرُكُمْ بِالْوَحْيِ وَلَا يَسْمَعُ الصُّمُّ الدُّعَاءَ إِذَا مَا يُنْذَرُونَ ۝٤٥﴾.[ح][43][46][47]
- المجموعة الثانية: وهي الطائفة التي تشير إلى صفات القرآن الذاتية، وذلك كالأسماء التالية: الكريم ﴿إِنَّهُ لَقُرْآنٌ كَرِيمٌ ۝٧٧﴾[ط]، المجيد ﴿بَلْ هُوَ قُرْآنٌ مَجِيدٌ ۝٢١﴾[ي]، العزيز ﴿إِنَّ الَّذِينَ كَفَرُوا بِالذِّكْرِ لَمَّا جَاءَهُمْ وَإِنَّهُ لَكِتَابٌ عَزِيزٌ ۝٤١﴾[يا]، الحكيم والعليّ ﴿وَإِنَّهُ فِي أُمِّ الْكِتَابِ لَدَيْنَا لَعَلِيٌّ حَكِيمٌ ۝٤﴾[يب]، الصدق ﴿وَالَّذِي جَاءَ بِالصِّدْقِ وَصَدَّقَ بِهِ أُولَئِكَ هُمُ الْمُتَّقُونَ ۝٣٣﴾[يج]، الحق ﴿إِنَّ هَذَا لَهُوَ الْقَصَصُ الْحَقُّ وَمَا مِنْ إِلَهٍ إِلَّا اللَّهُ وَإِنَّ اللَّهَ لَهُوَ الْعَزِيزُ الْحَكِيمُ ۝٦٢﴾[يد]، المُبارك ﴿كِتَابٌ أَنْزَلْنَاهُ إِلَيْكَ مُبَارَكٌ لِيَدَّبَّرُوا آيَاتِهِ وَلِيَتَذَكَّرَ أُولُو الْأَلْبَابِ ۝٢٩﴾[يه]، العَجَبُ ﴿قُلْ أُوحِيَ إِلَيَّ أَنَّهُ اسْتَمَعَ نَفَرٌ مِنَ الْجِنِّ فَقَالُوا إِنَّا سَمِعْنَا قُرْآنًا عَجَبًا ۝١﴾[يو]، الْعِلْمِ ﴿وَلَنْ تَرْضَى عَنْكَ الْيَهُودُ وَلَا النَّصَارَى حَتَّى تَتَّبِعَ مِلَّتَهُمْ قُلْ إِنَّ هُدَى اللَّهِ هُوَ الْهُدَى وَلَئِنِ اتَّبَعْتَ أَهْوَاءَهُمْ بَعْدَ الَّذِي جَاءَكَ مِنَ الْعِلْمِ مَا لَكَ مِنَ اللَّهِ مِنْ وَلِيٍّ وَلَا نَصِيرٍ ۝١٢٠﴾.[يز][43]
- المجموعة الثالثة: وهي الطائفة التي تشير إلى صفات القرآن التأثيرية، التي تشير إلى علاقة القرآن بالناس، وهي الأسماء التالية: الهدى ﴿ذَلِكَ الْكِتَابُ لَا رَيْبَ فِيهِ هُدًى لِلْمُتَّقِينَ ۝٢﴾[يح]، الرحمة ﴿هُدًى وَرَحْمَةً لِلْمُحْسِنِينَ ۝٣﴾[يط]، الذِكر ﴿وَهَذَا ذِكْرٌ مُبَارَكٌ أَنْزَلْنَاهُ أَفَأَنْتُمْ لَهُ مُنْكِرُونَ ۝٥٠﴾[ك]، الموعظة والبيان ﴿هَذَا بَيَانٌ لِلنَّاسِ وَهُدًى وَمَوْعِظَةٌ لِلْمُتَّقِينَ ۝١٣٨﴾[كا]، الشفاء ﴿وَنُنَزِّلُ مِنَ الْقُرْآنِ مَا هُوَ شِفَاءٌ وَرَحْمَةٌ لِلْمُؤْمِنِينَ وَلَا يَزِيدُ الظَّالِمِينَ إِلَّا خَسَارًا ۝٨٢﴾[كب]، التذكرة ﴿كَلَّا إِنَّهَا تَذْكِرَةٌ ۝١١﴾[كج]، الْمُبِينِ ﴿تِلْكَ آيَاتُ الْكِتَابِ الْمُبِينِ ۝٢﴾[كد]، البلاغ ﴿إِنَّ فِي هَذَا لَبَلَاغًا لِقَوْمٍ عَابِدِينَ ۝١٠٦﴾[كه]، البشير والنذير ﴿بَشِيرًا وَنَذِيرًا فَأَعْرَضَ أَكْثَرُهُمْ فَهُمْ لَا يَسْمَعُونَ ۝٤﴾[كو]، البصائر ﴿هَذَا بَصَائِرُ لِلنَّاسِ وَهُدًى وَرَحْمَةٌ لِقَوْمٍ يُوقِنُونَ ۝٢٠﴾[كز]، النور ﴿يَا أَيُّهَا النَّاسُ قَدْ جَاءَكُمْ بُرْهَانٌ مِنْ رَبِّكُمْ وَأَنْزَلْنَا إِلَيْكُمْ نُورًا مُبِينًا ۝١٧٤﴾[كح]، الفرقان ﴿تَبَارَكَ الَّذِي نَزَّلَ الْفُرْقَانَ عَلَى عَبْدِهِ لِيَكُونَ لِلْعَالَمِينَ نَذِيرًا ۝١﴾.[كط][43]

وقد تباين العلماء في عدد أسماء القرآن، فذكر الزمخشري في تفسيره للقرآن اثنين وثلاثين اسمًا، وعدّها بعضهم سبعة وأربعين اسمًا، وقال القاضي أبو المعالي عزيزي بن عبد الملك: «أن الله سمى القرآن بخمسة وخمسين اسمًا»، وصنف الحرالي جزءًا وأنهى أساميه إلى نيف وتسعين.
هذا في اللغة، وأما تعريف القرآن اصطلاحًا فقد تعددت آراء العلماء فيه وذلك بسبب تعدد الزوايا التي ينظر العلماء منها إلى القرآن، فقيل: «القرآن هو كلام الله العزيز والنص الإلهي المنَّزل بواسطة الوحي على رسول الإسلام وخاتم النبيين محمد بن عبد الله بلغة العرب ولهجة قريش، المكتوب في المصاحف المنقول بالتواتر المتعبد بتلاوته المعجز ولو بسورة منه، وهو المعجزة الإلهية الخالدة التي زوَّد الله  بها رسوله المصطفى وهو الميراث الإلهي العظيم والمصدر الأول للعقيدة والشريعة الإسلاميتين». وبعضهم يزيد على هذا التعريف قيودًا أخرى مثل: «المعجز أو المتحدي بأقصر سورة منه أو المتعبد بتلاوته أو الاسم لمجموع ما هو موجود بين دفتي المصحف أو المبدوء بسورة الفاتحة والمختوم بسورة الناس». والواقع أن التعريف الأول تعريف جامع مانع لا يحتاج إلى زيادة قيد آخر، وكل من زاد عليه قيدًا أو قيودًا لا يقصد بذلك إلا زيادة الإيضاح بذكر بعض خصائص القرآن التي يتميز بها عما عداه.
كما يسمى القرآن أيضا القرآن المجيد ويصفه المسلمون بعبارة «المحفوظ في الصدور والسطور»، ﴿إِنَّا نَحْنُ نَزَّلْنَا الذِّكْرَ وَإِنَّا لَهُ لَحَافِظُونَ ۝٩﴾ ، وممّا ورد من أسمائه، جلها في آيات القرآن الكريم نفسه: الكتاب والفرقان والمبين والمصحف الشريف  والذكر الحكيم والسراج والتنزيل والنور والهدى والوحي وكلام الله وحبل الله وحبل الله المتين. وفي تفسير ابن كثير للآية 103 من سورة آل عمران، هو الحبل المتين والصراط المستقيم.

## أهمية القرآن في الإسلام وعند المسلمين

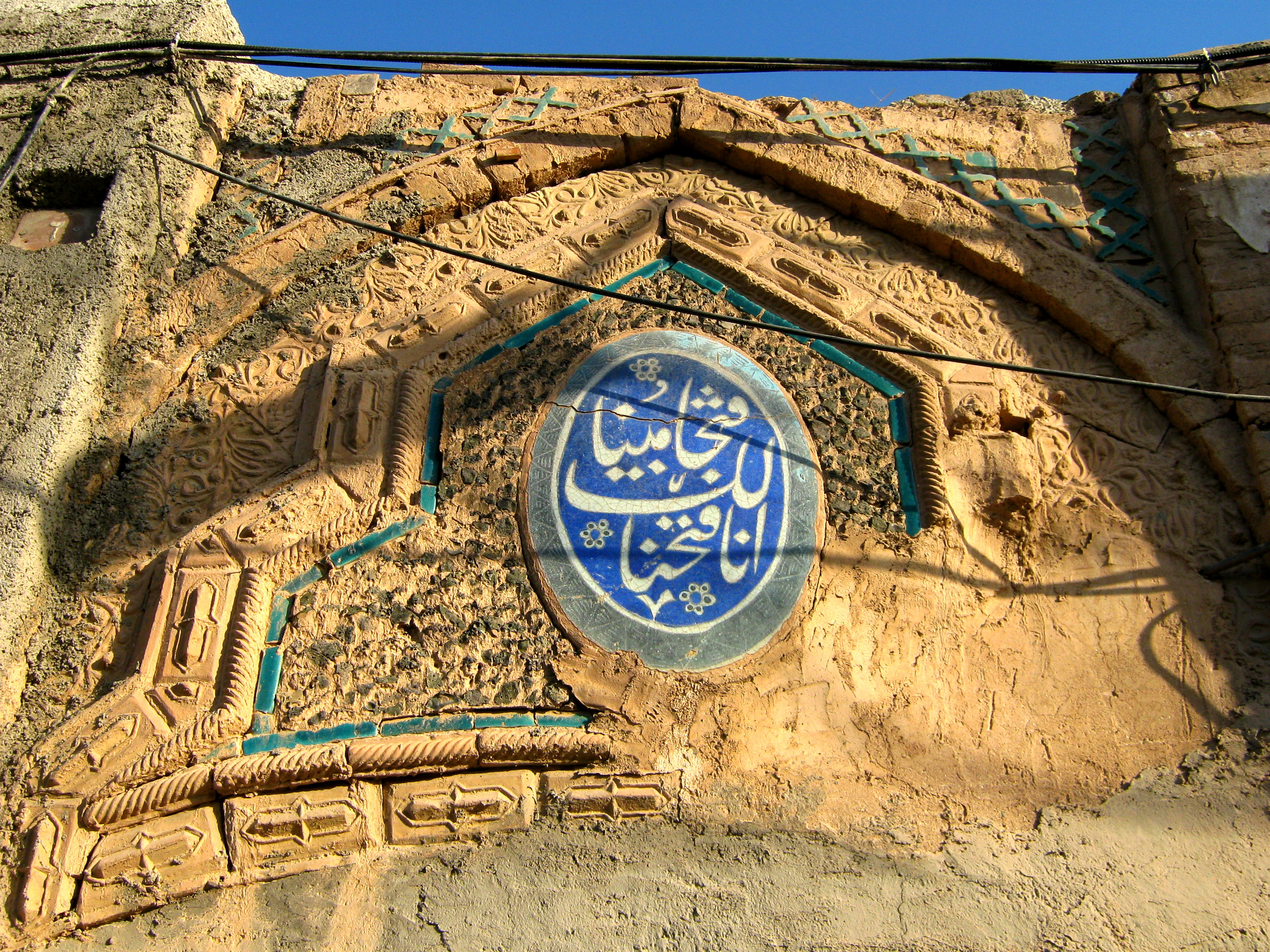
فسيفساء فارسية لآية قرآنية علی مدخل بيت قديم في نيسابور.

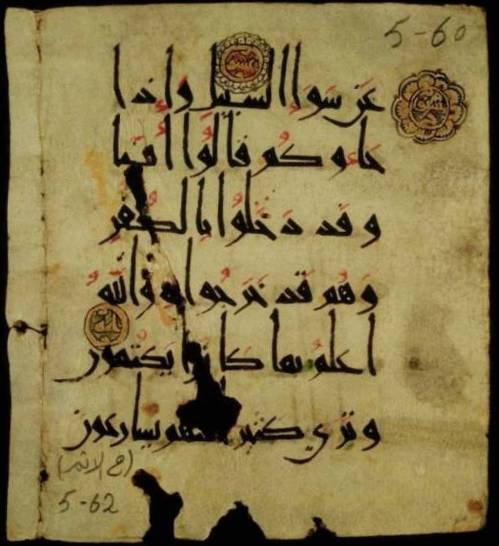
جزء من الآية 60 إلى 61 وجزء من الآية 61 من سورة المائدة بالخط الكوفي الشرقي؛ إحدى مخطوطات صنعاء.

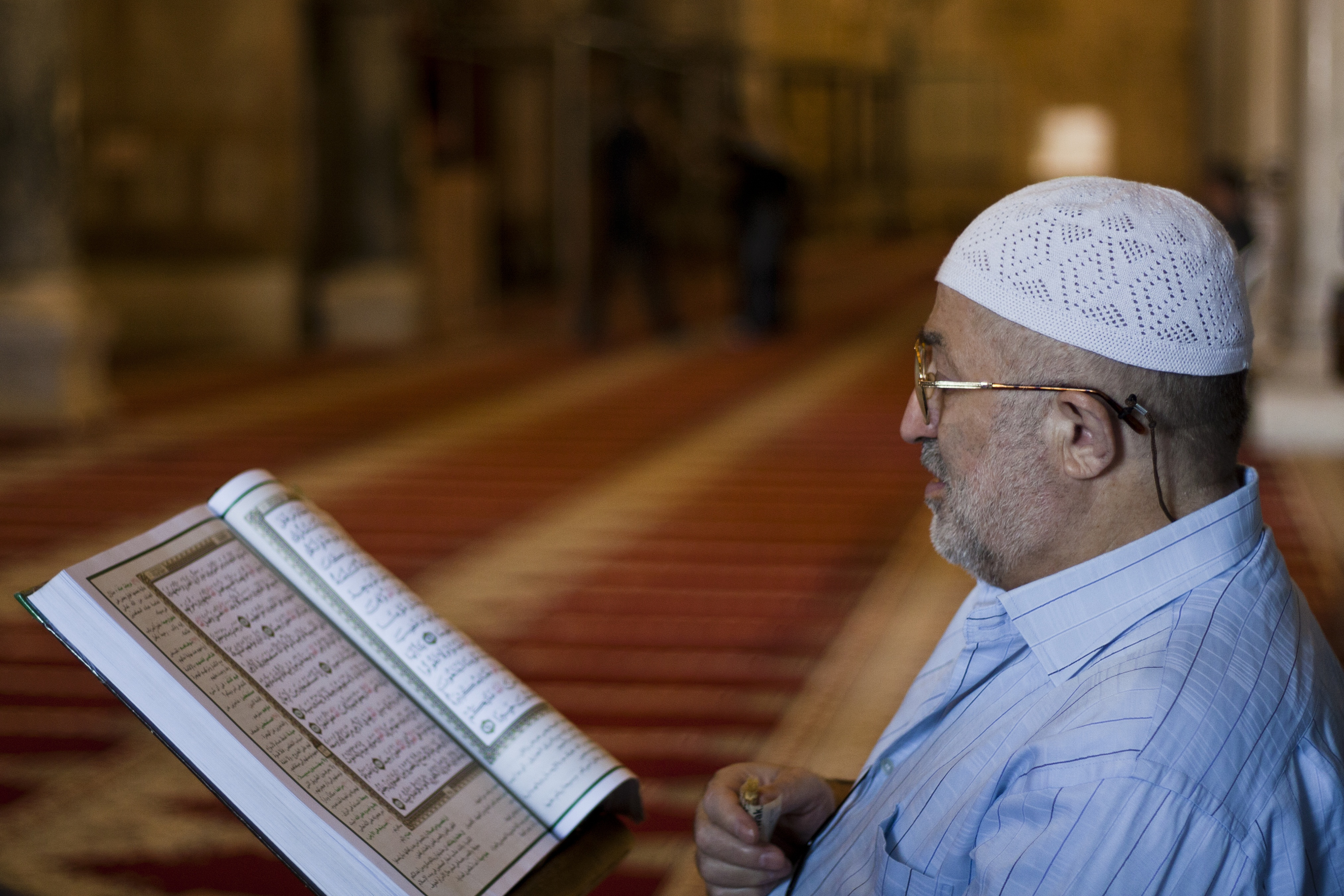
مسلم فلسطيني يقرأ القرآن الكريم داخل المصلى القبلي في المسجد الأقصى بالقدس.

يؤمن المسلمون أن القرآن الكريم هو آخر كتاب من كتب الله، الذي أنزله على رسوله محمد. ولهذا يعدون تلاوة القرآن وسماعه والعمل به كلها عبادات يتقرب بها المسلم إلى الله ليطمئن بهِ قلبهُ. يعتقد أكثرهم أنه أساس حضارتهم وثقافتهم، وبه بدأت نهضتهم في كل مجالات الحياة، الدينية والدنيوية. يقول الدكتور وصفي عاشور أبو زيد: 
| القرآن | فالقرآن الكريم هو الكتاب الخالد لهذه الأمة، ودستورها الشامل، وحاديها الهادي، وقائدها الأمين، كما أنه الكتاب الخالد للدعوة الإسلامية، ودليلها في الحركة في كل حين، وله أهمية كبيرة في حياة الفرد والأسرة والمجتمع والأمة؛ فهو يعالج بناء هذا الإنسان نفسه، بناء شخصيته وضميره وعقله وتفكيره، ويشرع من التشريعات ما يحفظ كيان الأسرة تظللها السكينة وتحفها المودة والرحمة، كما يعالج بناء المجتمع الإنساني الذي يسمح لهذا الإنسان بأن يحسن استخدام الطاقات الكامنة في المجتمع، وينشد الأمة القوية المتماسكة الشاهدة على العالمين. | القرآن |

يرى المسلمون أن الإنسان المسلم لا يستغني عن القرآن؛ فبه حياة قلبه ونور بصره وهداية طريقه. وكل شيء في حياة المسلم مرتبط بهذا الكتاب، فمنه يستمد عقيدته، وبه يعرف عبادته وما يرضي ربه، وفيه ما يحتاج إليه من التوجيهات والإرشادات في الأخلاق والمعاملات، وأن الذي لا يهتدي بهذا الكتاب يضيع عمره ومستقبله ومصيره، ويسير في ظلمات الجهل والضلالة والضياع، وذلك بناءً على ما جاء في عدد من السور والأحاديث النبوية، كما في سورة الإسراء: ﴿إِنَّ هَذَا الْقُرْآنَ يَهْدِي لِلَّتِي هِيَ أَقْوَمُ وَيُبَشِّرُ الْمُؤْمِنِينَ الَّذِينَ يَعْمَلُونَ الصَّالِحَاتِ أَنَّ لَهُمْ أَجْرًا كَبِيرًا ۝٩﴾؛ وسورة طه ﴿وَمَنْ أَعْرَضَ عَنْ ذِكْرِي فَإِنَّ لَهُ مَعِيشَةً ضَنْكًا وَنَحْشُرُهُ يَوْمَ الْقِيَامَةِ أَعْمَى ۝١٢٤﴾، وكما ورد في أحد الأحاديث النبوية عن الدارمي عن علي بن أبي طالب قال: «سمعت رسول الله يقول: "ستكون فتن". قلت: "وما المخرج منها؟" قال: "كتاب الله، فيه نبأ ما قبلكم وخبر ما بعدكم وحكم ما بينكم، هو الفصل ليس بالهزل، هو الذي من تركه من جبار قصمه الله، ومن ابتغى الهدى في غيره أضله الله. فهو حبل الله المتين، وهو الذكر الحكيم، وهو الصراط المستقيم، وهو الذي لا تزيغ به الأهواء، ولا تلتبس به الألسنة، ولا يشبع منه العلماء، ولا يخلق عن كثرة الرد، ولا تنقضي عجائبه، وهو الذي لم ينته الجن إذ سمعته أن قالوا "إنا سمعنا قرآنا عجبا". هو الذي من قال به صدَق، ومن حكم به عدل، ومن عمِل به أجِر، ومن دعا إليه هُديَ إلى صراط مستقيم"».
فالقرآن ينص على أحكام العقائد، وفيه أحكام العبادات مثل الصوم والزكاة والحج، وفيه أحكام المعاملات من بيع وشراء وزواج وطلاق وميراث، كما أن فيه أحكام الأخلاق والآداب. وقد قام عدد من العلماء الكبار بتأليف كتب كثيرة عبر الزمن تُسمى «أحكام القرآن» جمعوا فيها الآيات القرآنية المتعلقة بالأحكام الفقهية وما استنبطه منها أهل العلم من أحكام العبادات والمعاملات، وذلك تسهيلًا على الناس في الرجوع إليها. ويؤمن المسلمون أن القرآن تضمن كل ما جاء في الكتب السماوية السابقة مما يحتاج إليه الناس لهدايتهم وتنظيم أمور معاشهم، ومن الآيات التي يستدلون بها على ذلك، ما ورد في سورة المائدة: ﴿وَأَنْزَلْنَا إِلَيْكَ الْكِتَابَ بِالْحَقِّ مُصَدِّقًا لِمَا بَيْنَ يَدَيْهِ مِنَ الْكِتَابِ وَمُهَيْمِنًا عَلَيْهِ فَاحْكُمْ بَيْنَهُمْ بِمَا أَنْزَلَ اللَّهُ وَلَا تَتَّبِعْ أَهْوَاءَهُمْ عَمَّا جَاءَكَ مِنَ الْحَقِّ لِكُلٍّ جَعَلْنَا مِنْكُمْ شِرْعَةً وَمِنْهَاجًا وَلَوْ شَاءَ اللَّهُ لَجَعَلَكُمْ أُمَّةً وَاحِدَةً وَلَكِنْ لِيَبْلُوَكُمْ فِي مَا آتَاكُمْ فَاسْتَبِقُوا الْخَيْرَاتِ إِلَى اللَّهِ مَرْجِعُكُمْ جَمِيعًا فَيُنَبِّئُكُمْ بِمَا كُنْتُمْ فِيهِ تَخْتَلِفُونَ ۝٤٨﴾، ويقول أهل التفسير أن القرآن يشتمل على ما اشتملت عليه الكتب السابقة، الزبور والتوراة والإنجيل، ويزيد عليها في المطالب الإلهية والأخلاق النفسية، فهو الكتاب الذي تتبع كل حق جاءت به الكتب فأمر به، وحث عليه، وأكثر من الطرق الموصلة إليه وهو الكتاب الذي فيه نبأ السابقين من الأمم والأنبياء والرسل، واللاحقين، وهو الكتاب الذي فيه الحكم والحكمة والأحكام الذي عرضت عليه الكتب السابقة، وليس معنى هذا أنه تتبع الجزئيات والأحكام الفرعية، ولكنه تضمن ما جاء فيها في كليات اتفقت عليها الشرائع السماوية، وهي: حفظ الدين، والنفس، والعقل، والنسب، والمال، والعرض.

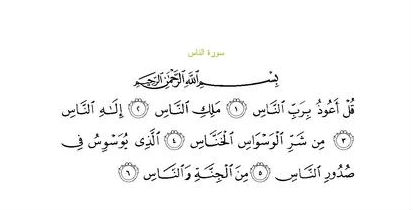
سورة الناس، إحدى أبرز السور التي يؤمن المسلمون بأن لقراءتها فضل كبير وحماية من وسوسة الشيطان وشرّه.

بالإضافة إلى ذلك يؤمن المسلمون أن لبعض آيات القرآن فضل كبير، وأن بعضها يحمي من الحسد أو وسوسة الشيطان، وذلك بالاستناد إلى عدد من الأحاديث النبوية. ومن أهم آيات القرآن ذات الفضل العظيم عند المسلمين: آية الكرسي، وهي الآية رقم 255 من سورة البقرة، وعند الكثير من المراجع الشيعية فهي الآيات 255 و256 و257، ويُستحب قراءتها كلها مع بعضها. ويقول علماء الدين أن تلك الآية أعظم آيات القرآن لما اشتملت عليه من الأسماء الحسنى وصفات الله، وأن قراءتها تحفظ البيت والنفس من الشيطان وتسلطه. كذلك هناك سورة الفلق، التي يلجأ إليها المسلم متضرعًا إلى الله ليحميه من الشر غير الملموس الذي لا يقدر على درئه بنفسه، مثل «النفاثات في العقد» التي يقول بعض المفسرين أنها تشير إلى النساء اللاتي كن يوسوسن في أذن الرجال وخاصة الأزواج ليثنوهم عن عزمهم المعقود وليوهنوا عزائمهم في أداء المهام الصالحة، والحسد الذي يلقاه المرء لأسباب مختلفة خلال حياته اليومية. وأيضًا سورة الناس التي يلجأ إليها المسلم محتميًا بالله من شرِّ الشيطان الذي يوحي للإنسان ويأمره في خفاء وتكرار؛ ليجعلهُ يعصي ربّه، وينفث فيه الوساوس التي هي أصلُ الشر.

## التاريخ

### تنزيلات القرآن
اختلف علماء المسلمين في طريقة نزول القرآن فمن الآيات ما يثبت نزول القرآن جملةً ومنها ما يثبت نزوله منجمًا وعلى هذا فإن القرآن مر بعدة تنزيلات منها ما هو جملة ومنها ما هو منجم في مراحل تنزيله من الله إلى الرسول محمد:
1. نزل القرآن أولًا من الله إلى اللوح المحفوظ: ويقصد بهذا النزول ليس نزول علوٍّ وسفل بل يقصد به إثباته في اللوح المحفوظ واعتماده غير قابل للتغيير وحكمة هذا النزول ترجع إلى الحكمة من وجود اللوح نفسه، فإنه السجل الجامع لما كان وما سيكون إلى يوم القيامة.[79] ذكر العلماء الدليل على هذا النزول من القرآن ﴿بَلْ هُوَ قُرْآنٌ مَجِيدٌ ۝٢١ فِي لَوْحٍ مَحْفُوظٍ ۝٢٢﴾[لد]
2. نزل من اللوح المحفوظ إلى مكان يسمى بيت العزة في السماء الدنيا جملة واحدة في ليلة القدر: ودليله من القرآن ﴿إِنَّا أَنْزَلْنَاهُ فِي لَيْلَةٍ مُبَارَكَةٍ إِنَّا كُنَّا مُنْذِرِينَ ۝٣﴾[له] وفي سورة القدر ﴿إِنَّا أَنْزَلْنَاهُ فِي لَيْلَةِ الْقَدْرِ ۝١﴾[لو] ومن الأحاديث عن ابن عباس أنه قال: "فُصِّلَ القرآن من الذكر"-يعني اللوح المحفوظ- فوضع في بيت العزة من السماء الدنيا، فجعل جبريل ينزل به على النبي ".[80] وقد نقل أبو شامة المقدسي في كتابة المرشد والوجيز عن هذا النزول فقال:«وقال جماعة من العلماء: نزل القرآن جملة واحدة في ليلة من اللوح المحفوظ إلى بيت يقال له بيت العزة، فحفظه جبريل  وغشي على أهل السموات من هيبة كلام الله، فمر بهم جبريل وقد أفاقوا فقالوا: ﴿وَلَا تَنْفَعُ الشَّفَاعَةُ عِنْدَهُ إِلَّا لِمَنْ أَذِنَ لَهُ حَتَّى إِذَا فُزِّعَ عَنْ قُلُوبِهِمْ قَالُوا مَاذَا قَالَ رَبُّكُمْ قَالُوا الْحَقَّ وَهُوَ الْعَلِيُّ الْكَبِيرُ ۝٢٣﴾.[لز] الحق يعني القرآن فأتى به جبريل إلى بيت العزة فأملاه جبريل على السفرة الكتبة، يعني الملائكة وهو قوله سبحانه وتعالى: ﴿بِأَيْدِي سَفَرَةٍ ۝١٥﴾[لح] "نقلته من كتاب "شفاء القلوب" وهو تفسير علي بن سهل النيسابوري"».[81]
3. ومن بيت العزة نزل به جبريل على قلب الرسول محمد منجَّمًا أي «مُفرَّقًا» في نحو ثلاث وعشرين سنة على حسب الوقائع والأحداث، ومقتضيات الأحوال: ودليل ذلك من القرآن ﴿قَالَ كَلَّا فَاذْهَبَا بِآيَاتِنَا إِنَّا مَعَكُمْ مُسْتَمِعُونَ ۝١٥﴾[لط] وهو الكتاب الوحيد من الكتب السماوية الذي نزل منجمًا بدليل ﴿وَقَالَ الَّذِينَ كَفَرُوا لَوْلَا نُزِّلَ عَلَيْهِ الْقُرْآنُ جُمْلَةً وَاحِدَةً كَذَلِكَ لِنُثَبِّتَ بِهِ فُؤَادَكَ وَرَتَّلْنَاهُ تَرْتِيلًا ۝٣٢﴾[م] وقد أستنبط العلماء الحكمة من نزول القرآن بشكل متفرّق خلاف بقية الكتب السماوية وذكروا له عدة حكم منها:
  1. تثبيت قلب النبي محمد لمواجهة ما يلاقيه من قومه، كما ورد في سورة الفرقان: ﴿وَقَالَ الَّذِينَ كَفَرُوا لَوْلَا نُزِّلَ عَلَيْهِ الْقُرْآنُ جُمْلَةً وَاحِدَةً كَذَلِكَ لِنُثَبِّتَ بِهِ فُؤَادَكَ وَرَتَّلْنَاهُ تَرْتِيلًا ۝٣٢﴾[ما]، ففي قول «ورتلناه ترتيلًا» إشارة إلى أن تنزيله شيء فشيء ليتيسر الحفظ والفهم والعمل بمقتضاه.
  2. الرد على الشبهات التي يختلقها المشركون ودحض حججهم أولًا بأول: ﴿وَلَا يَأْتُونَكَ بِمَثَلٍ إِلَّا جِئْنَاكَ بِالْحَقِّ وَأَحْسَنَ تَفْسِيرًا ۝٣٣﴾.[مب]
  3. تيسير حفظه وفهمه على النبي محمد وعلى أصحابه.
  4. التدرج بالصحابة والأمة آنذاك في تطبيق أحكام القرآن، فليس من السهل على الإنسان التخلي عما اعتاد عليه من عادات وتقاليد مخالفة للقيم والعادات الإسلامية مثل شرب الخمر.
  5. كان ينزل حسب الحاجة أي ينزل ليرد على أسئلة السائلين.

أما المقدار الذي كان ينزل من القرآن على النبي محمد فيظهر من الأحاديث النبوية أنه كان ينزل على حسب الحاجة. ويمكن تقسيم تاريخ القرآن إلى فترتين زمنيتين رئيسيتين: العهد النبوي، وهي فترة نزول الوحي عند المسلمين، وعهد الخلفاء الراشدين، وهي فترة حفظ القرآن وجمعه في مصحف واحد.

### أول ما نزل من القرآن وآخره

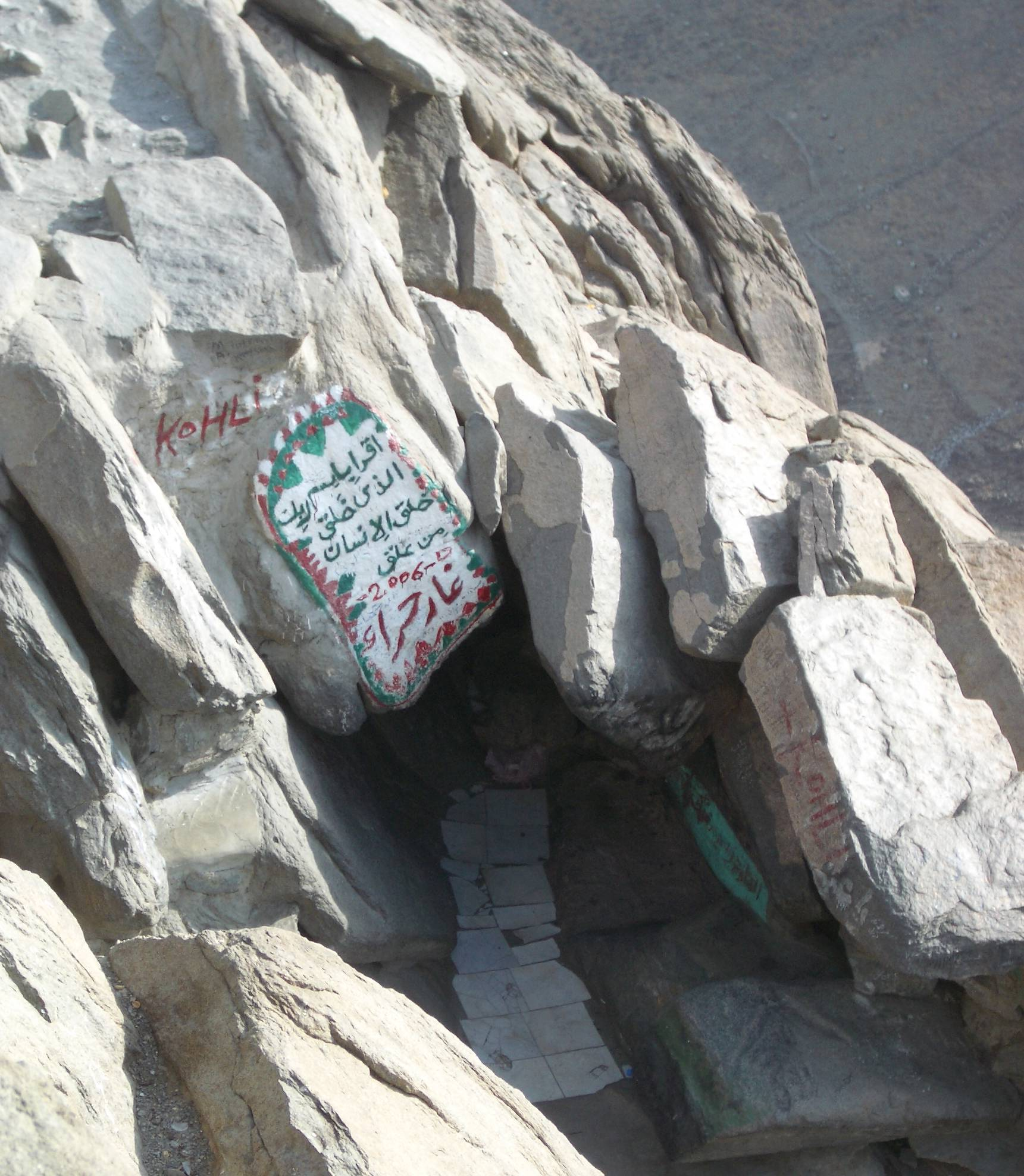
غار حراء، حيث يؤمن المسلمون أن وحيًا من الله نزل على محمد هناك.

أوّل ما نزل من الوحي على محمد كان في غار حراء على جبل النور الواقع بالقرب من مكة، وذلك في يوم الاثنين، 17 رمضان أو 24 رمضان، أو 21 رمضان، الموافق 10 أغسطس سنة 610م، أو 27 رجب عند الشيعة. وفي الرواية المنقولة عن عائشة بنت أبي بكر المؤكدة من قبل الإمامين البخاري ومسلم، والتي أنكر الشيعة معظمَ ما جاء فيها، فإن أول ما نزل من الوحي كان: ﴿اقْرَأْ بِاسْمِ رَبِّكَ الَّذِي خَلَقَ ۝١ خَلَقَ الْإِنْسَانَ مِنْ عَلَقٍ ۝٢ اقْرَأْ وَرَبُّكَ الْأَكْرَمُ ۝٣ الَّذِي عَلَّمَ بِالْقَلَمِ ۝٤ عَلَّمَ الْإِنْسَانَ مَا لَمْ يَعْلَمْ ۝٥﴾.
وبعد تلك الحادثة، فَتَر الوحي عن محمد مدة، قيل أنها ثلاث سنوات وقيل أقلّ من ذلك، ورجّح البوطي ما رواه البيهقي من أن المدة كانت ستةَ أشهر، حتى انتهت بنزول أوائل سورة المدثر. ثم بدأ الوحي ينزل ويتتابع مدة ثلاثة وعشرين عامًا حتى وفاته. فكان أول ما نزل من القرآن بعد أول سورة العلق، أوّل سورة القلم، والمدثر والمزمل والضحى والليل. وقد اختلف العلماء في تحديد أوّل ما نزل من القرآن كون سورة المدثر نزلت بكمالها قبل نزول تمام سورة العلق، التي نزل منها صدرها أولًا، على أن الرأي الأغلب والأرجح هو القائل بأن سورة العلق هي أوّل السور. وعبّر بعض العلماء للتوفيق بين الرأيين بقولهم أن أوّل ما نزل للنبّوة كان صدر سورة القلم، وأوّل ما نزل للرسالة كان سورة المدثر. استمر الوحي ينزل على محمد في مكة طيلة ثلاث عشرة سنة، وبلغ عدد السور التي نزلت هناك ثلاثًا وثمانين سورة، وقيل خمس وثمانون، كانت أولها سورة العلق وآخرها سورة المؤمنون، ويُقال العنكبوت. ولمّا اشتد أذى قريش لمحمد وأتباعه من المسلمين، هاجروا شمالًا إلى مدينة يثرب، التي دُعيت منذ ذلك الحين بالمدينة المنورة، وهناك استمر الوحي ينزل عليه بصورة متتالية. وقد بلغ عدد السور التي نزلت بالمدينة إحدى وثلاثون سورة، وقيل تسع وعشرون، كان أولها سورة المطففين وآخرها سورة التوبة، وفي شرح البخاري لابن حجر اتفقوا على أن سورة البقرة أول سورة نزلت بالمدينة، وفي تفسير النسفي عن الواقدي أن أول سورة نزلت بالمدينة هي سورة القدر.
بعد أن استقر المسلمون في المدينة المنورة، واعتنق أهلها الإسلام دينًا، طلب النبي محمد من بعض صحابته حفظ ما ينزل عليه من القرآن ونشره بين الناس وتعليمهم ما جاء فيه من الشرائع والحكم والفضائل. وكان كثير من الصحابة أميًا، بينما كان في الأوس والخزرج من أهل المدينة عدّة يكتبون بالعربية، والقليل ممن يكتب بالعبرانية التي تعلموها من اليهود. كذلك كان من أسرى الحرب من يكتب، ولا يملك المال ليفدي نفسه، فجعل الرسول فدية من يعرف الكتابة من سبعين أسيرًا في غزوة بدر تعليم كل واحد منهم عشرة من صبيان المدينة الكتابة، وبهذا تعلّم عدد كبير من المهاجرين والأنصار القراءة والكتابة، وقاموا بتدوين ما ينزل على محمد من الوحي، وقد وصف العلماء هؤلاء الأشخاص بكتّاب الوحي. وفقًا لمسند أحمد بن حنبل بسنده عن ابن عباس، أنه عندما كانت السور ذوات العدد تنزل على الرسول، كان يدعو بعض من يكتب عنده، يقول: «ضعوا هذا في السورة الّتي يُذكر فيها كذا وكذا»، وعندما تنزل عليه الآيات يقول: «ضعوا هذه الآيات في السورة الّتي يُذكر فيها كذا وكذا»، فكان الوحي، وفقًا للمصادر الإسلامية، يعين مكان الآيات في السور، ومن الأحاديث التي يُستند إليها في ذلك ما ورد في تفسير الدر المنثور: «أخرج أحمد، عن عثمان بن أبي العاص قال: "كُنْتُ عِنْدَ رَسُولِ اللَّهِ جَالِسًا إِذْ شَخَصَ بِبَصَرِهِ ثُمَّ صَوَّبَهُ حَتَّى كَادَ أَنْ يُلْزِقَهُ بِالأَرْضِ قَالَ ثُمَّ شَخَصَ بِبَصَرِهِ فَقَالَ أَتَانِي جِبْرِيلُ  فَأَمَرَنِي أَنْ أَضَعَ هَذِهِ الآيَةَ بِهَذَا الْمَوْضِعِ مِنْ هَذِهِ السُّورَةِ ﴿إِنَّ اللَّهَ يَأْمُرُ بِالْعَدْلِ وَالْإِحْسَانِ وَإِيتَاءِ ذِي الْقُرْبَى وَيَنْهَى عَنِ الْفَحْشَاءِ وَالْمُنْكَرِ وَالْبَغْيِ يَعِظُكُمْ لَعَلَّكُمْ تَذَكَّرُونَ ۝٩٠﴾». كان الكتبة يدونون الوحي على ألواح من الخشب أو الطين المشوي، بالإضافة إلى العظام وسعف النخل العريضة، ولم يُدوّن الوحي على الورق ويُجمع في كتاب واحد إلا بعد وفاة الرسول سنة 632م.
اختلف العلماء حول آخر ما نزل من القرآن على النبي محمد، فقال فريق أن آخر آية نزلت هي آية الربا، وهي: ﴿يَا أَيُّهَا الَّذِينَ آمَنُوا اتَّقُوا اللَّهَ وَذَرُوا مَا بَقِيَ مِنَ الرِّبَا إِنْ كُنْتُمْ مُؤْمِنِينَ ۝٢٧٨﴾، وقال آخر أنها الآية التالية: ﴿وَاتَّقُوا يَوْمًا تُرْجَعُونَ فِيهِ إِلَى اللَّهِ ثُمَّ تُوَفَّى كُلُّ نَفْسٍ مَا كَسَبَتْ وَهُمْ لَا يُظْلَمُونَ ۝٢٨١﴾، وقال آخرون أنها آية الدين، أي الآية رقم 282 من سورة البقرة، وقد جمع بين هذه الروايات الثلاث بأن هذه الآيات نزلت دفعة واحدة كترتيبها في المصحف، فروى كل واحد بعض ما نزل بأنه آخر ما نزل. أما أكثر الأقوال حول آخر ما نزل من القرآن شيوعًا بين الناس، فهو أنها الآية التالية: ﴿الْيَوْمَ أَكْمَلْتُ لَكُمْ دِينَكُمْ وَأَتْمَمْتُ عَلَيْكُمْ نِعْمَتِي وَرَضِيتُ لَكُمُ الإِسْلامَ دِينًا﴾، وهنالك أقوال أخرى منها القائلة بآية الكلالة، وقد أفاد بعض العلماء أن هذه الأقوال ليس فيها شيء مرفوع إلى النبي محمد، ويجوز أن يكون قاله قائله بضرب من الاجتهاد وغلبة الظن، ويحتمل أن كلًّا منهم أخبر عن آخر ما سمعه من النبي محمد في اليوم الذي مات فيه أو قبل مرضه بقليل، ويحتمل أيضًا أن تنزل هذه الآية التي هي آخر أية تلاها الرسول مع آيات نزلت معها، فيؤمر برسم ما نزل معها بعد رسم تلك، فيظن أنه آخر ما نزل في الترتيب.

### عهد الجمع

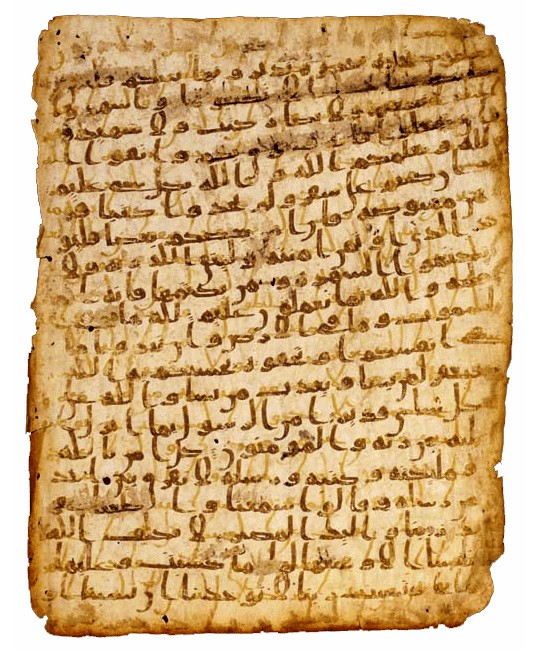
مخطوطة قرآنية من مخطوطات صنعاء من الورق الرقّي تعود للقرن السابع الميلادي، مكتوبة بالخط الحجازي.

ثمة وجهتا نظر في موضوع جمع القرآن، إحداهما تقررها المصادر السُّنية والأخرى تؤكدها المراجع الشيعية الإمامية. أما وجهة النظر السُّنية الرسمية فترجع بعملية جمع القرآن، في مصحف، إلى عهد أبي بكر الصديق، لتنتهي في عهد عثمان بن عفان بإقرار مصحف واحد رسمي وإحراق ما عداه، بينما تنص المراجع الشيعية إلى أن علي بن أبي طالب، ابن عم النبي محمد، كان قد جمع نسخة كاملة من القرآن في مصحف بعد وفاة محمد، وأن ترتيبه كان يختلف عن الترتيب الذي اتبع خلال خلافة عثمان بن عفان، لكن على الرغم من ذلك فإن علي لم يعترض على المصحف الموحد حديث الجمع، بل أقرّ به، لكنه احتفظ أيضًا بالمصحف الذي جمعه بنفسه. ومما مَيَّزَ مصحف علي عن غيره من المصاحف، بالنسبة للشيعة، هو أن المصحف الذي جمعه علي وقدَّمه للمسلمين آنذاك كان مشتملًا على عدّة مميزات: فقد كان مرتبًا حسب ترتيب نزول الآيات بدقة فائقة، فكانت الآيات المنسوخة مقدمة على الآيات الناسخة، والمكية على المدنية. وكان مشتملًا في هامشه على توضيحات مهمة جدًا تبيِّن المناسبة التي نزلت فيها كل آية، وتبيِّن كل ما له علاقة بمكان وزمان نزول الآيات، وما إليها من معلومات قيمة، كما أن ذلك المصحف كان مشتملًا على بيان تأويل الآيات وبيان المجرى العام للآيات خارج نطاق زمان ومكان نزول الآية بصورة مفصلة. وفي هذا الإطار قَالَ الإمام جعفر بن محمد الصادق: «قَالَ رَسُولُ اللَّهِ: "لَوْ أَنَّ النَّاسَ قَرَءُوا الْقُرْآنَ كَمَا أُنْزِلَ، مَا اخْتَلَفَ اثْنَان"».
أبرز الروايات التي تتحدث عن جمع القرآن في مصحف واحد لأول مرة خلال عهد أبي بكر الصديق، هي تلك التي تفيد أنه بعد غزوة اليمامة، التي قتل فيها الكثير من الصحابة وكان معظمهم من حُفاظ القرآن، جاء عمر بن الخطاب إلى أبو بكر وطلب منه أن يجمع القرآن في مكان واحد حتى لا يضيع بعد وفاة الحُفاظ. فكلّف أبو بكر الصحابي زيد بن ثابت لما رأى فيه من الصفات التي تؤهله لمثل هذه الوظيفة ومنها كونه من حفاظ القرآن ومن كُتّابه على عهد النبي محمد، وقد شهد زيد مع النبي العرضة الأخيرة للقرآن في ختام حياته. ثم إن زيدًا قد عُرف بذكائه وشدة ورعه وأمانته وكمال خلقه. ثم بدأ زيد بجمع القرآن من الرقاع واللخاف والعظام والجلود وصدور الرجال، وأشرف عليه وأعانه في ذلك أبو بكر وعمر وكبار الصحابة. واتبع الصحابة طريقة دقيقة وضعها أبو بكر وعمر لحفظ القرآن من الخطأ، فلم يكتف الصحابة بما حفظوه في قلوبهم ولا بما سمعوا بآذانهم ولا بما كتبوه بأيديهم بل جعلوا يتتبعون القرآن واعتمدوا في جمعه على مصدرين اثنين أحدهما ما كتب بين يدي النبي محمد والثاني ما كان محفوظًا في صدور الرجال. وبلغت مبالغتهم في الحيطة والحذر أنهم لم يقبلوا شيئًا من المكتوب حتى يشهد شاهدان عدلان أنه كتب بين يدي الرسول. واستمر زيد يجمع القرآن حتى وجد آخر سورة التوبة مع أبي خزيمة الأنصاري، وعندها حُفظت الصحف التي كُتب عليها القرآن عند أبو بكر حتى توفي، ثم عند عمر حياته، ثم عند حفصة بنت عمر بعد مقتل الأخير. واتفق العلماء أن الصحابة كان لديهم مصاحف كتبوا فيها القرآن أو بعضه، قبل جمع أبي بكر لها، إلا أن هذه المصاحف كانت جهودًا فردية لم تنل ما ناله مصحف الصدّيق من دقة البحث والتحري وبلوغه حد التواتر والإجماع من الصحابة.

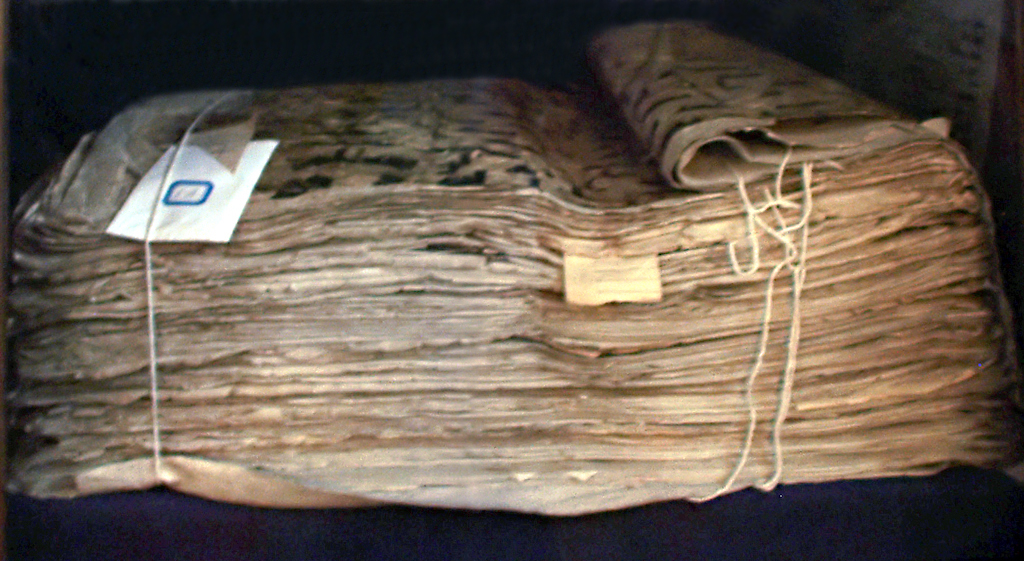
مصحف عثمان أو المصحف الإمام، أقدم المصاحف الباقية.

بعد مقتل عمر بن الخطاب، بويع عثمان بن عفان بالخلافة، وبحلول سنة 650م كان الإسلام قد انتشر انتشارًا عظيمًا، فدخلت الشام ومصر والعراق وفارس وقسم من شمال أفريقيا في ظل الدولة الإسلامية، وفي مصادر أهل السنة والجماعة، أن عثمان كان منهمكًا في تجهيز جيش من أهل الشام والعراق لغزو أرمينية وأذربيجان، فقدم عليه حذيفة بن اليمان وقال له: «يا أمير المؤمنين، أدرك هذه الأمة قبل أن يختلفوا في الكتاب، اختلاف اليهود والنصارى». وكان حذيفة قد راعه اختلاف المجَنَّدين العراقيين والشاميين في قراءة القرآن، كل فريق يعتبر قراءته هي وحدها الصحيحة. بناءً على هذا، أرسل عثمان إلى حفصة بنت عمر، يطلب منها نسخة الصحف التي جمعت أيام أبي بكر وانتقلت إليها عقب وفاة عمر، لعمل نسخة منها فأرسلتها إليه، ثم أمر زيدًا بن ثابت، وعبد الله بن الزبير، وسعيد بن العاص، وعبد الرحمن بن الحارث بن هشام، أن ينسخوها في المصاحف. وتقول الرواية إن عثمان قال لهم: «إذا اختلفتم في شيء فاكتبوه بلسان قريش، فإنما نزل بلسانهم». وتضيف الرواية إنه عندما أنهى هؤلاء نسخ الصُّحف التي كانت لدى حفصة في مصحف واحد، رد عثمان الصحف إليها وأرسل إلى جميع الأمصار بنسخة من المصحف الجامع -وقد سمي بالمصحف الإمام- وأمر بما سواه من القرآن في كل صحيفة أو مصحف أن يحرق. ولم يبق سوى هذا المصحف منذ ذلك العهد، وهي النسخة التي تطبع حاليًا بالرسم العثماني في كل أنحاء العالم الإسلامي.

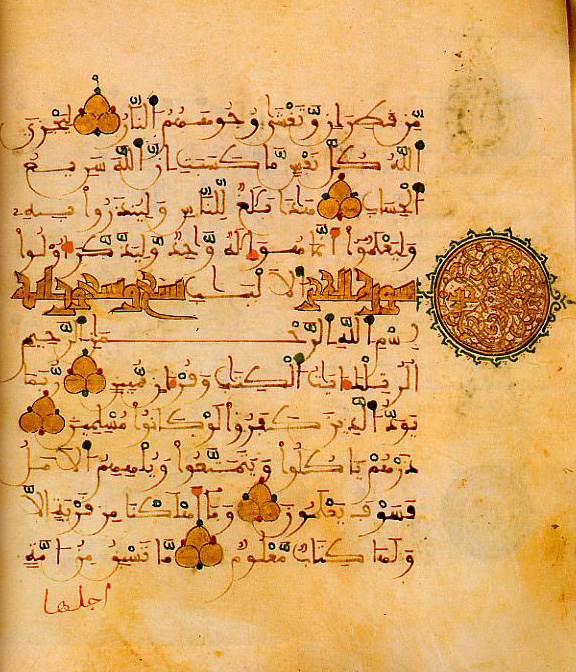
نسخة أندلسية من القرآن تعود للقرن الثاني عشر الميلادي.

هذا عن وجهة النظر السُّنية الرسمية، أما الشيعة فلم يقبلوا ما ذهب له أهل السنة من أن النبي محمد بعد وفاته ترك القرآن مفرقًا في نتاتيفٍ من خوص النخيل وقطع من الحجارة وعظام أكتاف الإبل، ثم أتى بعض الصحابة وجمعوه، بل قالوا أن الرسول الذي كان حريصًا أشد الحرص على حفظ القرآن هو أول من أمر بجمع القرآن وقام بتنظيم آياته وأثبتها في مواضعها المرادة لله، فهو الذي بدرايته وحفظه أتم السور ورتبها، وأشرف عليها ممليًا ومستكتبًا، آمرًا الناس بكتابته والقيام بحفظه والاشتغال بنسخه، وما أرجأ آيةً نزلت ولا كلمة إلى زمن آت لتكتب، ولا لمقام آخر لتدون، وما اعتمد على أمته في هذا الدور الخطير الذي يحتاج إلى تسديد مباشر من الوحي. وقد قام بعض علماء الشيعة الكبار، مثل الإمام أبو القاسم الموسوي الخوئي، باستعراض مختلف الروايات التي ذكرتها كتب السُّنة وغيرها، وفي مقدمتها تلك التي ذُكرت في صحيح البخاري، فقارن بينها وأبرز جوانب الاختلاف والتناقض فيها، ثم عارضها بروايات أخرى –كثير منها من المصادر السُّنية- يرى أنها تشهد بأن القرآن قد جُمِعَ في زمن النبي محمد، ومنها ما رواه الطبراني وابن عساكر عن الشعبي أنه قال: «جَمَع القرآن على عهد رسول الله ستة من الأنصار هم: أُبَيّ بن كعب، وزيد بن ثابت، ومعاذ بن جبل، وأبو الدرداء، وسعد بن عبيد، وأبو زيد، وكان مجمع بن جارية قد أخذه إلا سورتين أو ثلاثًا». ويعترض الخوئي على من قال بأن لفظ «جَمَع» في هذه الروايات معناه حفظ كامل القرآن، ليقرر أنه لا يعقل أن يكون قلة من الأشخاص هم وحدهم الذين كانوا يحفظون القرآن كله زمن النبي محمد. ومن هنا يقرر أن المقصود بجمع القرآن من طرف هؤلاء، هو أخذه من القراء والمواد المكتوب عليها وجمعه في مصحف. أما ما فعله عثمان فهو، في نظر الخوئي، أنه قد جمع القرآن في زمانه، لا بمعنى أنه جمع الآيات والسور في مصحف، بل بمعنى أنه جمع المسلمين على قراءة مصحف إمام واحد، وأحرق المصاحف الأخرى التي تخالِف ذلك المصحف، وكتب إلى البلدان أن يحرقوا ما عندهم منها، ونهى المسلمين عن الاختلاف في القراءة.

## النص القرآني
يتميز النص القرآني عن النصوص النثرية والشعرية، بأنه لا يتكوّن من مقدمة ولا صلب موضوع ولا خاتمة، عوضًا عن ذلك فإن بنيته اللاخطية هي أقرب ما يكون إلى شبكة متفرعة من المواضيع. فلم تأتي السور والقصص الواردة في القرآن بشكل متتابع أو متمم لما سبقها. اجتهد الصحابة والتابعين ومن روى عنهم من العلماء في تقسيم القرآن إلى 30 وردًا يوميًّا، ومرجع ذلك أن يختم أحدهم القرآن في رمضان مرة واحدة على الأقل، وهذا التقسيم اجتهادي وغير توقيفي والعمل به مستحب ومنتدب عند المسلمين، ومن ثم قسم الجزء إلى حزبين والحزب إلى أثمان وأرباع وفي التفصيل فيها اختلافات سببها الاجتهاد ولا تتجاوز الآية والآيتين والثلاث في الغالب.

### أجزاء القرآن الثلاثون
| 1. البسملة أو " الحمد لله " الفاتحة       | 2. جزء " سيقول السفهاء " البقرة     | 3. جزء " تلك الرسل " البقرة        | 4. جزء " لن تنالوا البر " / " كل الطعام " آل عمران | 5. جزء " والمحصنات " النساء      | 6. جزء " لا يحب الله " النساء |
| 7. جزء " لتجدن " / " وإذا سمعوا " المائدة | 8. جزء " ولو أننا نزلنا " الأنعام   | 9. جزء " قال الملأ " الأعراف       | 10. جزء " واعلموا " الأنفال                        | 11. جزء " يعتذرون " التوبة       | 12. جزء " وما من دابة " هود   |
| 13. جزء " وما أبرئ نفسي " يوسف            | 14. جزء " الـر " الحجر              | 15. جزء " سبحان " الإسراء          | 16. جزء " قال ألم " / " أما السفينة " الكهف        | 17. جزء " اقترب للناس " الأنبياء | 18. جزء " قد أفلح " المؤمنون  |
| 19. جزء " وقال الذين لا يرجون " الفرقان   | 20. جزء " فما كان جواب قومه " النمل | 21. جزء " ولا تجادلوا " العنكبوت   | 22. جزء " ومن يقنت " الأحزاب                       | 23. جزء " وما أنزلنا " يـس       | 24. جزء " فمن أظلم " الزمر    |
| 25. جزء " إليه يرد " فصلت                 | 26. جزء " حـم " الأحقاف             | 27. جزء " قال فما خطبكم " الذاريات | 28. جزء " قد سمع " المجادلة                        | 29. جزء " تبارك " المـلك         | 30. جزء " عمّ " النبأ          |

### السور والآيات

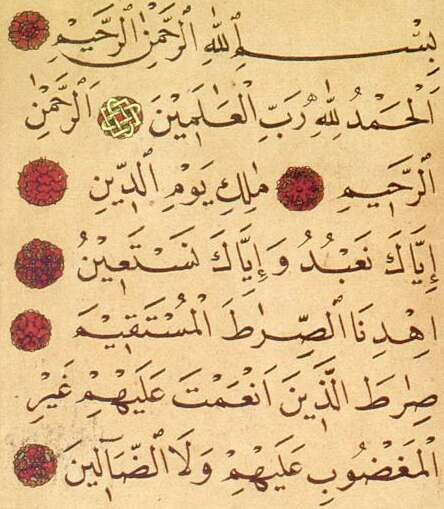
سورة الفاتحة، أوّل السور المُدرجة في المصحف، على الرغم من أنها الخامسة تنزيلًا.

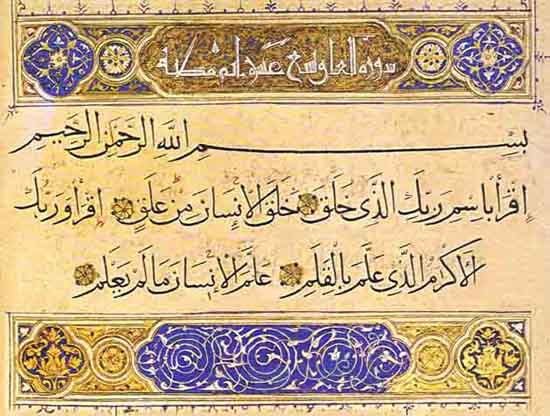
الآيات الأربعة الأولى من سورة العلق، أو السورة رقم 96 من المصحف، على الرغم من أنها أوّل ما أُُنزل من القرآن.

يقسم القرآن إلى 114 فصلًا مختلفة الطول، تُعرف باسم «السُوَر» ومفردها «سورة». وتُقسم هذه السور إلى قسمين: مكية ومدنية. وقد قسّم علماء الشريعة سور القرآن إلى ثلاثة أقسام وفقًا لطولها، ألا وهي: السبع الطوال وهي البقرة، وآل عمران، والنساء، والمائدة، والأنعام، والأعراف، وبراءة. وسميت بالطوال لطولها، والطوال جمع طولى. والمئون، وهي ما ولي السبع الطوال، سُمِّيَت بذلك لأن كل سورة منها تزيد على مئة آية أو تقاربها. والمثاني، وهي ما ولي المئين. أما السور المكية فهي التي نزلت في مدينة مكة قبل الهجرة إلى المدينة، وأغلبها يدور على بيان العقيدة وتقريرها والاحتجاج لها، وضرب الأمثال لبيانها وتثبيتها وعددها 86 سورة. أما السور المدنية فهي التي نزلت بعد الهجرة في المدينة المنورة، ويكثر فيها ذكر التشريع، وبيان الأحكام من حلال وحرام وعددها 28 سورة. قام مسلمي الصدر الأول بتسمية سور القرآن بحسب تكرر الاستعمال، فمن المعلوم أن العرب تراعي في الكثير من المسميات أخذ أسمائها من نادر أو مستغرب يكون في الشيء من خَلْق أو صفة تخصه، أو تكون معه أحكم أو أكثر أو أسبق. وعلى ذلك جرت أسماء سور القرآن، كتسمية سورة البقرة بهذا الاسم لقرينة ذكر قصة البقرة المذكورة فيها، وسميت سورة النساء بهذا الاسم لما تردد فيها من كثير من أحكام النساء، وتسمية سورة الأنعام لما ورد فيها من تفصيل في أحوالها، وسُميت سورة الإخلاص كذلك لما فيها من التوحيد الخالص، وهكذا دواليك. أولى السور في القرآن هي سورة الفاتحة، وقد جُمعت السور الطويلة في أوّل المصحف والقصيرة في آخره، وبالتالي فإن ترتيب السور ليس بحسب تاريخ نزولها، وجميع هذه السور تبدأ بالبسملة: ، عدا سورة التوبة، ويفسّر العلماء ذلك بقولهم إنها نزلت بالقتال والبسملة بركة وطمأنة فلا يناسب أن تبدأ السورة التي في القتال وفي الحديث عن المنافقين بالبسملة، وقيل أيضًا لأن العرب كان من شأنهم أنهم إذا كان بينهم وبين قوم عهد فإذا أرادوا التوقف عنه كتبوا إليهم كتابًا ولم يكتبوا فيه بسملة، فلما نزلت السورة بنقض العهد الذي كان بين النبي محمد والمشركين بعث بها النبي علي بن أبي طالب، فقرأها عليهم ولم يبسمل في ذلك على ما جرت به عادة العرب. لكن على الرغم من ذلك، فإن عدد البسملات في القرآن يصل إلى 114 بسملة ليتساوى بذلك مع عدد السور، وذلك لأن إحدى البسملات ذُكرت في صُلب سورة النمل، على أنها ما كان النبي والملك سليمان يفتتح به رسائله إلى بلقيس ملكة سبأ: ﴿إِنَّهُ مِنْ سُلَيْمَانَ وَإِنَّهُ بِسْمِ اللَّهِ الرَّحْمَنِ الرَّحِيمِ ۝٣٠﴾.
تُقسم كل سورة من سور القرآن إلى عدّة آيات يختلف عددها باختلاف السور، كما يختلف طولها أيضًا، حيث أن بعضها عبارة عن بضعة حروف وبعضها الآخر عبارة عن عدد من السطور. وقد نزلت الآيات القرآنية متميزة عن بيوت الشعر العربي الجاهلي في القافية والوزن، وجاءت شبيهة جدًّا بالعبارات المنسوبة إلى أنبياء العهد القديم المذكورة في الكتاب المقدس، وفي هذا قال العلماء المسلمون أنها نزلت على هذا الشكل لتؤكد نبوّة محمد ولتجابه العرب الوثنيين في أكثر ما تميزو به وأتقنوه، ألا وهو الشعر، وذلك بأن ترغمهم على التفكّر في كيفية إمكان شخص أميّ لا يقرأ الشعر أو يتقنه، أن يأتي بما يفوقه فصاحة. أما عدد آيات القرآن فقد جاء باجتهاد من كبار الصحابة والتابعين ومن روى عنهم، فالنص القرآني محفوظ عندهم ولكن الرسول محمد لم يحدد لهم عدد آيات سورة بعينها إلا سورة الملك في حديثه عن سورة ثلاثون آية تنجي من عذاب القبر، وسورة الفاتحة، عدا ذلك فقد اجتهد علماء المسلمين منذ القرن الأول الهجري في تحديد أي المواضع التي أثر عن النبي محمد هي رؤوس الآيات فنتج عن ذلك سور اختلف العادون مواضع رؤوس الآيات فيها وبالتالي في عدد آياتها، وسور اتفق العادون في عدد آياتها واختلفوا في مواضع رؤوس الآيات، وسور اتفق العادون في عدد آياتها ومواضع رؤوس الآيات فيها. على الرغم من ذلك فإن العلماء اتفقوا على أن الآيات لا تقل عن ستة آلاف، أما ما يزيد عن ذلك فمنهم من قال: مئتا آية وأربع آيات، وقيل: أربع عشر آية، وقيل مئتان وتسع عشرة آية وقيل مئتان وخمس وعشرون آية أو ست وعشرون، وقيل مائتان وست وثلاثون آية. وتجدر الإشارة إلى أن الاختلاف في عدد الآيات لا يعنى وجود نصوص مختلفة، وإنما سببه الاختلاف في تحديد مواضع بداية ونهاية بعض الآيات.

### كلمات القرآن وحروفه وأعداده
قال السيوطي في الإتقان أن كلمات القرآن تبلغ سبعة وسبعون ألف كلمة وأربعمئة وتسع وثلاثون كلمة (77,439)، بينما قال أبو حامد الغزالي أن القرآن يحتوي على 77200 كلمة. أما بالنسبة لعدد حروف القرآن فقد ذكر ابن كثير في تفسيره عن مجاهد أنه قال: «هذا ما أحصيناه من القرآن وهو ثلاثمئة ألف حرف وعشرون ألفًا وخمسة عشر حرفًا»، بينما قال أبو حامد الغزالي في كتاب إحياء علوم الدين أن عدد حروف القرآن هو 321,250 حرفًا. ونقل القرطبي عن سلام أبي محمد الحماني: أن الحجاج بن يوسف جمع القراء والحفاظ والكتاب فقال: «أخبروني عن القرآن كله كم من حرف هو؟». قال: «وكنت فيهم فحسبنا فأجمعنا على أن القرآن 340,740 حرفًا»، قال: «فأخبروني إلى أي حرف ينتهي نصف القرآن»، فإذا هو في الكهف في الفاء. قال: «فأخبروني بأثلاثه»، فإذا الثلث الأول رأس مئة من براءة والثلث الثاني رأس مئة وإحدى من الشعراء والثلث الثالث ما بقي من القرآن.
ادّعى عالم مصري مختص بالكيمياء الحيوية ويُدعى رشاد خليفة، في عام 1974، أنه اكتشف صيغة رياضية مبنية على رقم 19 المذكور صراحةً في سورة المدثر: ﴿عَلَيْهَا تِسْعَةَ عَشَرَ ۝٣٠﴾، غير أنه عندما قام علماء الأزهر وغيرهم من العلماء المسلمين بالتدقيق في ما قاله خليفة، تبيّن أن تلك الصيغة تتجلى في نسخة من المصحف قام خليفة بطبعها ونشرها بنفسه، جازمًا فيها بمواضيع خلافية كثيرة، كما ظهر أنه لم يلتزم بقاعدة معينة في الإحصاء، وإنه تعمّد التحريف والتلفيق ليخلص إلى نتيجة أنّ تكرار أحرف أ، ل، م، ص، ر، المذكورة في بعض السور مثل البقرة وآل عمران ومريم وإبراهيم وغيرها، هو من مضاعفات العدد 19.

### الأحكام والإعجاز والقصص
ورد في سياق النص القرآني عدد من الأحكام المهمة المتعلقة بأداء العبادات وتنظيم الحياة اليومية والمعاملات بين الناس، فقد ورد فيه على سبيل المثال كيفية الوضوء سواء أكان الإنسان صحيحًا أم سقيمًا، وسواء وُجد الماء أم لم يوجد: ﴿يَا أَيُّهَا الَّذِينَ آمَنُوا إِذَا قُمْتُمْ إِلَى الصَّلَاةِ فَاغْسِلُوا وُجُوهَكُمْ وَأَيْدِيَكُمْ إِلَى الْمَرَافِقِ وَامْسَحُوا بِرُءُوسِكُمْ وَأَرْجُلَكُمْ إِلَى الْكَعْبَيْنِ وَإِنْ كُنْتُمْ جُنُبًا فَاطَّهَّرُوا وَإِنْ كُنْتُمْ مَرْضَى أَوْ عَلَى سَفَرٍ أَوْ جَاءَ أَحَدٌ مِنْكُمْ مِنَ الْغَائِطِ أَوْ لَامَسْتُمُ النِّسَاءَ فَلَمْ تَجِدُوا مَاءً فَتَيَمَّمُوا صَعِيدًا طَيِّبًا فَامْسَحُوا بِوُجُوهِكُمْ وَأَيْدِيكُمْ مِنْهُ مَا يُرِيدُ اللَّهُ لِيَجْعَلَ عَلَيْكُمْ مِنْ حَرَجٍ وَلَكِنْ يُرِيدُ لِيُطَهِّرَكُمْ وَلِيُتِمَّ نِعْمَتَهُ عَلَيْكُمْ لَعَلَّكُمْ تَشْكُرُونَ ۝٦﴾، وورد فيه تحريم شرب الخمر وأكل لحم الخنزير والزنا والربا، وغير ذلك من الأمور. بالإضافة إلى ذلك وردت في القرآن عدّة سور تتحدث عن العدل والأخلاق وتعلّم الفضائل وتأمر بها، فقد ورد في سورة الجمعة أنّ إحدى الأهداف المهمّة، لبعثة النبي محمد، هو تزكية النّفوس وتربيّة الإنسان، وبلورة الأخلاق الحسنة، في واقعه الوجداني، بحيث يمكن أن يُقال إنّ تلاوة الآيات وتعليم الكتاب والحكمة التي أشارت إليها تلك السورة، يعُد مقدمة لمسألة تزكية النّفوس وتربية الإنسان، والذي بدوره يشكّل الغاية الأساسيّة لعلم الأخلاق. كما عظَّم القرآن شأن الأمانة وأوضح أهميتها: ﴿إِنَّا عَرَضْنَا الْأَمَانَةَ عَلَى السَّمَاوَاتِ وَالْأَرْضِ وَالْجِبَالِ فَأَبَيْنَ أَنْ يَحْمِلْنَهَا وَأَشْفَقْنَ مِنْهَا وَحَمَلَهَا الْإِنْسَانُ إِنَّهُ كَانَ ظَلُومًا جَهُولًا ۝٧٢﴾ وقد ورد الأمر فيه بوجوب ردها وافية غير منقوصة. وتعرّض القرآن إلى كيفية معاملة اليتيم وكيفية معاملة الوالدين والزوجة والجار والأبناء. أما اليتيم فقد تعرضت له اثنين وعشرين آية مقسمة إلى أقسام ثلاثة: تعرّض القسم الأول منها إلى بيان شمول اللطف الإلهي له في الشرائع السابقة، من مسيحية ويهودية: ﴿وَإِذْ أَخَذْنَا مِيثَاقَ بَنِي إِسْرَائِيلَ لَا تَعْبُدُونَ إِلَّا اللَّهَ وَبِالْوَالِدَيْنِ إِحْسَانًا وَذِي الْقُرْبَى وَالْيَتَامَى وَالْمَسَاكِينِ وَقُولُوا لِلنَّاسِ حُسْنًا وَأَقِيمُوا الصَّلَاةَ وَآتُوا الزَّكَاةَ ثُمَّ تَوَلَّيْتُمْ إِلَّا قَلِيلًا مِنْكُمْ وَأَنْتُمْ مُعْرِضُونَ ۝٨٣﴾، والإيصاء به، وتعرّض القسم الثاني إلى بيان حقوقه الاجتماعية، وتركز القسم الثالث على بيان حقوقه المالية. كما امتلأت سورة النساء بالآيات التي تتحدث عن حقوق المرأة الاجتماعية والزوجية والمالية، التي قررت لزوم الإنفاق عليها من قبل الزوج ما دامت في حبالته، ومرتبطة معه برباط الزواج المقدس، وحريتها في اختيار الزوج الذي تريد إذا كانت ثيبًا، وغير ذلك من الأمور. ورفع القرآن من شأن الوالدين بدرجة كبيرة، وحث الإنسان على العناية بهما خاصة وقت الكبر لغلبة العجز على حالهم والدعاء لهما بالرحمة والمغفرة، ونهى أشد النهي عن الإساءة إليهما حتى بقول «أف»: ﴿وَقَضَى رَبُّكَ أَلَّا تَعْبُدُوا إِلَّا إِيَّاهُ وَبِالْوَالِدَيْنِ إِحْسَانًا إِمَّا يَبْلُغَنَّ عِنْدَكَ الْكِبَرَ أَحَدُهُمَا أَوْ كِلَاهُمَا فَلَا تَقُلْ لَهُمَا أُفٍّ وَلَا تَنْهَرْهُمَا وَقُلْ لَهُمَا قَوْلًا كَرِيمًا ۝٢٣ وَاخْفِضْ لَهُمَا جَنَاحَ الذُّلِّ مِنَ الرَّحْمَةِ وَقُلْ رَبِّ ارْحَمْهُمَا كَمَا رَبَّيَانِي صَغِيرًا ۝٢٤﴾.

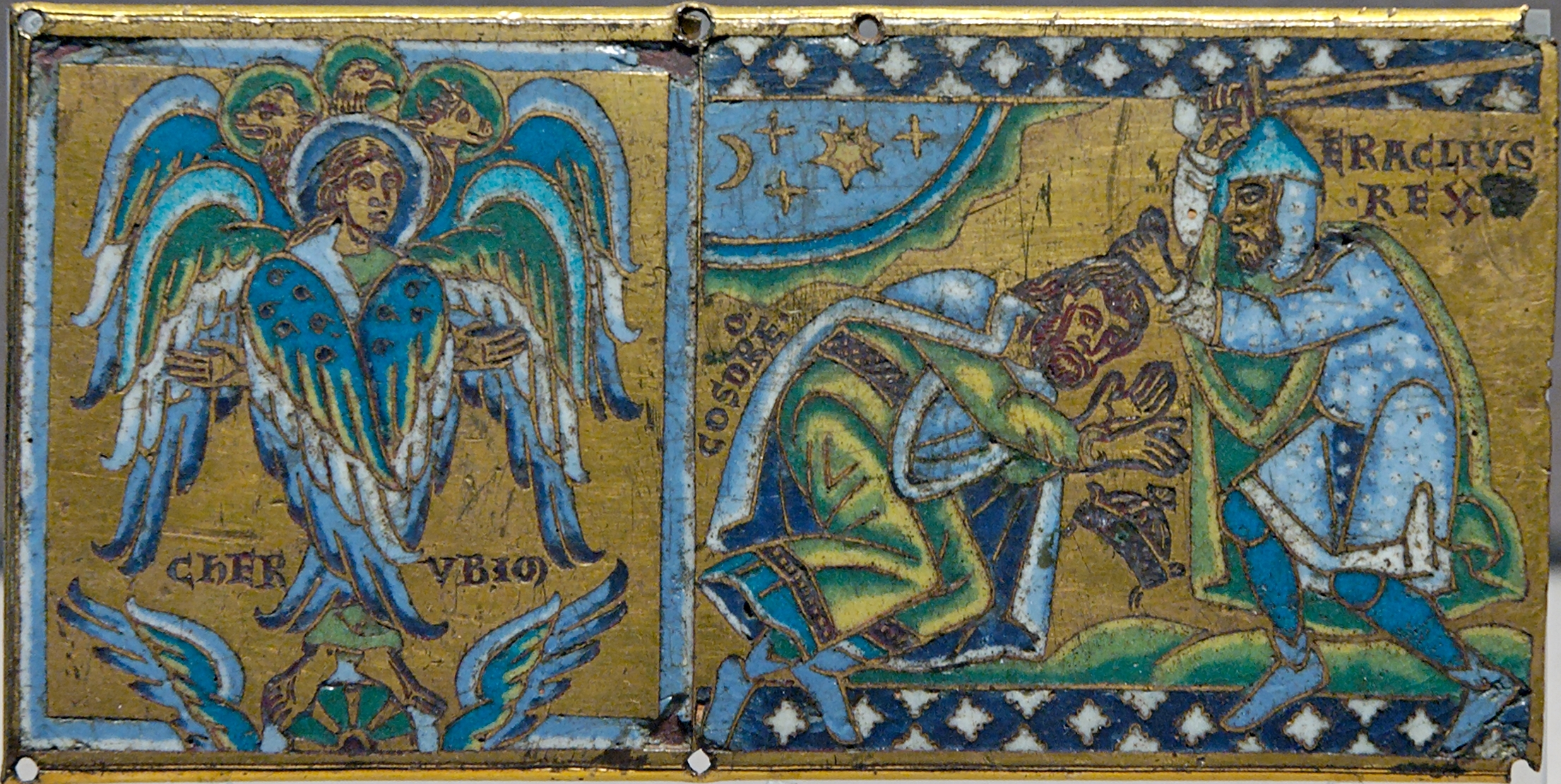
أيقونة بيزنطية تُظهر استسلام كسرى الثاني شاه فارس للإمبراطور البيزنطي هرقل، في إشارة رمزية إلى انهزام الفرس أمام الروم. يؤمن المسلمون أن القرآن تنبأ بتلك الهزيمة قبل سنوات من وقوعها.

يقول بعض الباحثين وعدد من علماء الشريعة المختصين أيضًا بمجالات علمية متنوعة، أن القرآن يشير إلى معلومات علميّة كثيرة في عدد من الآيات، وأن هذا يُشكل الدليل القاطع على أن مصدره الله العليم والعارف بكل شيء. وقد انتشر الاعتقاد بأن القرآن بيّن عدّة نظريات علمية معروفة، قبل اكتشافها بمئات السنين، في مختلف أنحاء العالم الإسلامي، وبرز عدد من العلماء ليؤكدوا ذلك، من أشهرهم الدكتور زغلول النجار، الذي ربط في عدّة محاضرات جامعية وتلفازية بين ما جاء في بعض الآيات وما أقرّته نظريات علمية في القرن العشرين وما سبقه. ومن أبرز ما قيل في هذا المجال على سبيل المثال، أن الآية السابعة والستين من سورة الأنعام: ﴿لِكُلِّ نَبَإٍ مُسْتَقَرٌّ وَسَوْفَ تَعْلَمُونَ ۝٦٧﴾، تشير إلى أن ما ورد في القرآن من معلومات علميّة سوف يُكتشف مع مرور الزمن، وأن الكون خُلق فعلًا من انفجار عظيم، وأن أدنى نقطة على سطح الأرض هي البحر الميت، وأن الجنين يُخلق في أطوار، وغير ذلك من الأمور. كذلك يقول علماء التفسير أن القرآن تنبأ ببعض الحوادث التي ستقع مستقبلًا، من أشهرها هزيمة الفرس على يد الروم البيزنطيين خلال عقد العشرينيات من القرن السابع، بعد أن كان الفرس قد هزموا الروم قبلًا وفتحوا قسمًا من إمبراطوريتهم: ﴿الم ۝١ غُلِبَتِ الرُّومُ ۝٢ فِي أَدْنَى الْأَرْضِ وَهُمْ مِنْ بَعْدِ غَلَبِهِمْ سَيَغْلِبُونَ ۝٣ فِي بِضْعِ سِنِينَ لِلَّهِ الْأَمْرُ مِنْ قَبْلُ وَمِنْ بَعْدُ وَيَوْمَئِذٍ يَفْرَحُ الْمُؤْمِنُونَ ۝٤ بِنَصْرِ اللَّهِ يَنْصُرُ مَنْ يَشَاءُ وَهُوَ الْعَزِيزُ الرَّحِيمُ ۝٥﴾، فقد نزلت هذه الآية في سنة 615، أي قبل 6 أو 7 سنوات من انقلاب ميزان القوى لصالح البيزنطيين. بالمقابل، هناك عدد من العلماء الذين يُعارضون فكرة وجود إعجاز علميّ في القرآن، قائلين أنه ليس بكتاب علوم، ومن أبرز الذين قالوا بذلك أبو الريحان البيروني، الذي وضع القرآن في تصنيف خاص به وحده، وقال أنه «لا يتدخل في شأن العلم ولا يُخالطه»، ومن الأسباب التي جعلت البيروني وغيره من علماء عصره، ومن تلاهم، يقولون بعدم وجود إعجاز علمي في القرآن، وجود عدّة تفسيرات علمية لظاهرة طبيعية وحيدة، فالعلم دائمًا ما يتغير والنظريات دائمًا ما تتبدل وتُدحض، فلا يمكن القول بصحة إحداها طيلة الزمن.
بالإضافة إلى الأحكام والدلائل العلمية وفق بعض العلماء، وردت في القرآن أغلب قصص الأنبياء والصالحين الذين سبقوا محمدًا، والذين ذكروا في الكتاب المقدس، وبخاصة في التوراة منه، ويُلاحظ أن هذه القصص يتطابق أغلبها مع ما جاء في الكتاب المقدس، ومن أبرزها: خلق آدم وحواء، قابيل وهابيل، إبراهيم، يوسف، موسى وفرعون وخروج بني إسرائيل من مصر، داود وسليمان ومملكة سبأ، أهل الكهف، ولادة المسيح المنتظر من مريم العذراء بأمر من الله، وغير ذلك من القصص.

### الهيكلية الأدبية
يقول المختصون من اللغويين وعلماء التفسير، أن القرآن يوصل رسالته إلى القارئ والسامع باستخدام أنماط ووسائل أدبية مختلفة. فعلى سبيل المثال تتم قراءة القرآن باستخدام أنماط صوتية تختلف عن تلك المُستخدمة عند قراءة الشعر أو النثر، الأمر الذي يُساعد على حفظها في ذهن السامع وسهولة تذكره لها، والجدير بالذكر هنا أن هذا يصدق على قراءة القرآن بالعربية، أما قراءة الترجمات في اللغات الأخرى فمثلها مثل قراءة النثر، إذ يجمع العلماء والمسلمون أجمعين على أن أسلوب النص القرآني الأصلي المُنزّل بالعربية لا يمكن مضاهاته بأي لغة ثانية أو حتى بالعربية نفسها.
يقول ريتشارد گوثيل وسيگموند فرانكل من الموسوعة اليهودية، أن أقدم أجزاء القرآن تعكس ما يُمكن وصفه بالإثارة أو الانفعال الواضح في أسلوبها، وذلك عبر جمل قصيرة غير مترابطة وانتقالات مفاجئة من موضوع لآخر، غير أن القرآن يبقى محافظًا على تماسكه وقافيته في كل منها. وأن بعض الأجزاء المتأخرة تُحافظ على هذا النمط، ولكن يظهر فيها أيضًا نمط أكثر سكونًا وأسلوب أكثر إيضاحًا.
ينقل مايكل سلز، أستاذ التاريخ والأدب الإسلامي في كلية الدراسات اللاهوتية في جامعة شيكاغو، عن الفيلسوف نورمان براون، أن التعابير الأدبية «غير المنظمة» في النص القرآني، وأسلوب تركيبه «المبعثر والمجزء»، هو في واقع الأمر وسيلة أدبية تهدف إلى إحداث «آثار عميقة في النفوس، وكأن قوّة الرسالة النبوية كانت تهشّم اللغة الإنسانية التي تخاطب البشر بها». كما ويؤكد سلز أن «التكرار» الكثير في عدّة مواضع من القرآن، هو أيضًا أداة أدبية.

## العلوم القرآنيّة
منذ بداية نزول القرآن وانشغال المسلمين البالغ به وبتعلمه، تفرَّعت حوله عدة علوم ومعارف، منها ما كان هدفه تفسير القرآن والوقوف على معانيه، ومنها ما اختص بالطريقة الصحيحة لتلاوته وغيرها من العلوم التي قامت حول القرآن وفي خدمته. وعلوم القرآن كثيرة ومتنوعة. وكان قراء الصحابة هم الأوائل في معرفة علوم القرآن، والعِلْم بالناسخ والمنسوخ، وبأسباب النزول، ومعرفة الفواصل والوقف، وكل ما هو توقيفي من علوم القرآن. وخلال فترات التاريخ الإسلامي برز في كل عصر علماء اختصوا في مجال من مجالات علوم القرآن، فألفوا في مختلف فنون هذا العلم.

### علم نزول القرآن
يهتم هذا العلم بمكان نزول آيات القرآن وحالة نزولها وترتيبها وجهاتها قال أبو القاسم الحسن بن محمد بن حبيب النيسابوري: «من أشرف علوم القرآن علم نزوله وجهاته وترتيب ما نزل». وينقسم إلى خمسة وعشرون قسمًا هي:
| - ما نزل بمكة ابتداءً ووسطًا وانتهاءً - ما نزل بالمدينة ابتداءً ووسطًا وانتهاءً - ما نزل بمكة وحكمه مدني - ما نزل بالمدينة وحكمه مكي - ما نزل بمكة في أهل المدينة - ما نزل بالمدينة في أهل مكة - ما يشبه نزول المكي في المدني - ما يشبه نزول المدني في المكي - ما نزل بالجحفة - ما نزل ببيت المقدس - ما نزل بالطائف - ما نزل بالحديبية | - ما نزل ليلًا - ما نزل نهارًا - ما نزل مشيعًا - ما نزل مفردًا - الآيات المدنيات في السور المكية - الآيات المكية في السور المدنية - ما حمل من مكة إلى المدينة - ما حمل من المدينة إلى مكة - ما حمل من المدينة إلى أرض الحبشة - ما نزل مجملًا - ما نزل مفسرًا - ما نزل مرموزًا - ما اختلفوا فيه فقال بعضهم مدني وبعضهم مكي ‌ |  |

ذكرها تفصيلًا صاحب كتاب «البرهان في علوم القرآن» وجاء فيه: «هذه خمسة وعشرون وجهًا من لم يعرفها ويميز بينها لم يحل له أن يتكلم في كتاب الله».

### علم التفسير
التفسير في اللغة هو البيان والتوضيح، وكشف المغطى، وفي الاصطلاح عرّفه العلماء بأنه «علم يفهم به كتاب الله المنزل على نبيه محمد وذلك ببيان معانيه، واستخراج أحكامه وحكمه»، أي هو العلم الذي يقوم المختصون بواسطته بتفسير القرآن واستخراج الأحكام الواردة فيه. والتفسير هو أحد أقدم العلوم الإسلامية، ووفقًا للمعتقد الإسلامي فإن محمدًا هو أوّل المفسرين، إذ كشف الله إليه معاني الآيات المنزلات، وبالتالي فالمسلمين لا يجزموا بمعنى أي آية ما لم يكن قد ورد عن الرسول أو عن بعض أصحابه الذين شهدوا نزول الوحي وعلموا ما أحاط به من حوادث ووقائع، وخالطوا النبي محمد ورجعوا إليه فيما أشكل عليهم من معاني القرآن. فمنذ عهد النبي كان الصحابة يستفسرون منه عما أُشكل عليهم من معاني القرآن، واستمروا يتناقلون هذه المعاني بينهم لتفاوت قدرتهم على الفهم وتفاوت ملازمتهم للنبي، وبذلك بدأ علم تفسير القرآن. وبعد أن مضى عصر الصحابة، جاء عهد التابعين الذين أخذوا علم الكتاب والسنة عنهم وكل طبقة من هؤلاء التابعين تلقت العلم على يد من كان عندها من الصحابة فجمعوا منهم ما رُوي عن الرسول من الحديث، وما تلقوه عنهم من تفسير للآيات وما يتعلق بها، فكان علماء كل بلد يقومون بجمع ما عُرف لأئمة بلدهم، كما فعل ذلك أهل مكة في تفسير ابن عباس وأهل الكوفة فيما روي عن ابن مسعود. وكان لهؤلاء التابعين الفضل في تفسير القرآن للكثير من أهل البلاد المفتوحة الداخلين حديثًا في الإسلام، والذين لم يكونوا آنذاك قد أتقنوا اللغة العربية بعد، فعلّموهم أي الآيات كُشف معناها في عهد الرسول، وأي الآيات كُشف معناها لاحقًا بفضل الصحابة، فنسخوا النصوص الأقدم، فكان ذلك بداية علم النسخ، على أن قسمًا من العلماء يقول بأن لا نسخ للقرآن قد حصل.
يُقسم علم التفسير إلى قسمين: التفسير بالمأثور والتفسير بالرأي، أما التفسير بالمأثور فهو ما جاء في القرآن نفسه من البيان والتفصيل لبعض آياته وما نقل بالرواية الصحيحة عن النبي محمد وعن الصحابة وعن التابعين، من كل ما هو بيان وتوضيح لنصوص القرآن، وأما التفسير بالرأي فهو تفسير القرآن بالاجتهاد بعد معرفة المفسر لكلام العرب ومناحيهم في القول، ومعرفته للأَلفاظ العربية ووجوه دلالتها، واستعانته في ذلك بالشعر الجاهلي ووقوفه على أسباب النزول، ومعرفته بالناسخ والمنسوخ من آيات القرآن، وغير ذلك من الأدوات التي يحتاج إليها المفسر، وهذا النوع الأخير يُقسم بدوره إلى تفسير بالرأي المحمود وتفسير بالرأي المذموم. كتب العديد من المفسرين مصنفات في تفسير القرآن منهم: الطبري والترمذي وابن كثير، والزمخشري، ومحمد حسين الطباطبائي.

### علم التأويل
التأويل في اللغة مأخوذ من أول الشيء أي رجعه، وأول الكلام وتأوله يعني: قدّره، وفسّره. أما في الاصطلاح فقد اختلفت الفرق الإسلامية على تعريفه، فمنهم من قال أنه يراد به التفسير، كما يراد به الحقيقة التي يؤول إليها الأمر أو الخبر. وهناك من قال بأن التفسير غير التأويل مثل قول الثعلبي: «التفسير بيان وضع اللفظ إما حقيقة أو مجازًا، والتأويل تفسير باطن اللفظ»، وبتعبير آخر تحديد المعنى المبطن للآيات. فالتأويل عند هؤلاء هو ما كان راجعًا إلى الدراية وهو التفسير بالرأي، إذ أن تفسير القرآن عندهم لا يُجزم به إلا إذا ورد عن النبي محمد أو عن بعض أصحابه الذين شهدوا نزول الوحي وعلموا ما أحاط به من حوادث ووقائع، وخالطوا الرسول ورجعوا إليه فيما أشكل عليهم من معاني القرآن، وبهذه الحالة فمعنى الآية المستهدفة أو السورة المعينة لا جدال فيه. وأما التأويل فملحوظ فيه ترجيح أحد محتملات اللفظ بالدليل والترجيح يعتمد على الاجتهاد، ويتوصل إليه بمعرفة مفردات الألفاظ ومدلولاتها في لغة العرب، واستعمالها بحسب السياق، ومعرفة الأساليب العربية واستنباط المعاني من كل ذلك. يعد الشيعة والصوفية أن التأويل عملية عقلية أو ذوقية إلهامية تسمو إلى إدراك المقاصد الخفية والعميقة مما لا يدركه سائر الناس، أي أنه ليس بمقدور أي كان البحث في هذا العلم وإدراكه، بل يجب أن يكون التأويل صادرًا عن أحد الأئمة المعصومين عند الشيعة، أو عند أحد العلماء والمشايخ الزاهدين الذين كُشف عنهم الغطاء عند الصوفية.

### المحكم والمتشابه
المحكم في اللغة يُقصد به إحكام الكلام، أي إتقانه وتمييز الصدق فيه من الكذب، وفي الاصطلاح قال بعض العلماء: أنه ما عُرِفَ المراد منه؛ وقال آخرون: هو ما لا يحتمل إلا وجهًا واحدًا؛ وعرَّفه قوم بأنه: ما استقلَّ بنفسه، ولم يحتج إلى بيان. ويمكن إرجاع هذه التعريفات إلى معنى واحد، هو معنى البيان والوضوح. والمتشابه يُقصد به لغةً تشابه الكلام تماثله وتناسبه، بحيث يصدِّق بعضه بعضًا، أما اصطلاحًا فعرّفه بعضهم بأنه: ما استأثر الله بعلمه، وعرفه آخرون بأنه: ما احتمل أكثر من وجه، وقال قوم: ما احتاج إلى بيان، بردِّه إلى غيره. وبناءً على ذلك يتبين أنه لا تنافي بين المحكم والمتشابه من جهة المعنى اللغوي؛ فالقرآن كله محكم، بمعنى أنه متقن غاية الإتقان، وهو كذلك متماثل ومتشابه، بمعنى أنه يصدِّق بعضه بعضًا، أما من جهة الاصطلاح، فالمحكم ما عُرف المقصود منه، والمتشابه ما غَمُض المقصود منه. فالمتشابهة عند أهل السنة هي الآيات التي لا يُقصد ظواهرها، ومعناها الحقيقي لا يعلمها إلا الله، وعند الشيعة فإن من يعلم تأويلها الحقيقي هو النبي محمد وأهل بيته أيضًا. ويُقسم المتشابه إلى أنواع، فهناك متشابه من جهة اللفظ، وهناك متشابه من جهة المعنى، وهناك متشابه من جهة اللفظ والمعنى معًا. أما المتشابه من جهة اللفظ فهو الذي أصابه الغموض بسبب اللفظ، ويمكن إرجاع ذلك إلى الألفاظ المفردة ذات الغرابة، وإلى جملة الكلام وتركيبه، من بسط واختصار ونظم. والمتشابه من جهة المعنى هو ما يُمثَّل له بأوصاف لأحداث وأشياء ما رأتها عين أو سمعتها أذن أو أدركها بشر، مثل أحوال وأهوال القيامة.
والسبب في وقوع التشابه في القرآن هو الحاجة إلى بيان معانٍ، راقية تتضمن في ما تتضمن حديثًا عن الذات الإلهية صفاتًا وأفعالًا وعن أمور غائبة عن أفق العقل عبر عنها في القرآن بالغيب، ولما كان القرآن معتمدًا في بيانه لغة يتداولها الناس في محاوراتهم وإيصال مقاصدهم وهي اللغة العربية التي كانت موضوعة لمعانٍ محسوسة أو ما يقرب منها، فهي لا شك قاصرة عن تبيان تلك المضامين العالية إلا بضروب من المجاز وأنواع الاستعارات والكنايات وأمثال الآيات المتشابهة الأمر الذي يقرب المفاهيم القرآنية في أذهان العامة نتيجة استخدام ألفاظ متداولة بينهم، ولكن يبعدها عن أوهامهم التي لا تلبث أن تذهب بعيدًا عن المقصود (إلى مضامين حسية) المراد بيانه. فعلى سبيل المثال، ما ورد في سورة آل عمران: ﴿وَمَكَرُوا وَمَكَرَ اللَّهُ وَاللَّهُ خَيْرُ الْمَاكِرِينَ﴾، إنما يُقصد به المعاملة بالمثل بما ينقض أهداف المنافقين المذكورين، وهم بهذه الحالة من وشى بالمسيح، ويهدم أساس بنيانهم المنهار، فالتعبير بالمكر تعبير مجازي لا يُقصد منه ذلك المعنى الذي ينم عن قبح وسوء، وتسمية فعل الله بالمكر من باب المشاكلة اللفظية التي هي من فنون البديع فهم يدبّرون ويدبّر الله، ولكن مكرهم مكشوف لديهم وأما تدابيره فهي عليهم وسوف تفاجئهم وهم لا يشعرون. ويُقاس على ذلك سائر الآيات التي جاء فيها ذكر الخداع والاستهزاء والسخرية والكيد.

### الإثبات والتأويل
يمكن تقسيم الفرق الإسلامية من حيث تفسيرها وفهمها للقرآن إلى فرق تتخذ منهج الإثبات والأخذ بظاهر النص وفرق تتخذ منهج تأويل المتشابه على غير ظاهره. روى ابن كثير: «عن ابن عباس أنه قال: التفسير على أربعة أنحاء: فتفسير لا يعذر أحد في فهمه، وتفسير تعرفه العرب من لغاتها، وتفسير يعلمه الراسخون في العلم، وتفسير لا يعلمه إلا الله عز وجل. ويروى هذا القول عن عائشة وعروة وأبي الشعثاء وأبي نهيك وغيرهم».
ودليل أهل الإثبات قوله تعالى: ﴿فَأَمَّا الَّذِينَ في قُلُوبِهِمْ زَيْغٌ فَيَتَّبِعُونَ مَا تَشَابَهَ مِنْهُ ابْتِغَاء الْفِتْنَةِ وَابْتِغَاء تَأْوِيلِهِ وَمَا يَعْلَمُ تَأْوِيلَهُ إِلاَّ اللّهُ وَالرَّاسِخُونَ فِي الْعِلْمِ يَقُولُونَ آمَنَّا بِهِ كُلٌّ مِّنْ عِندِ رَبِّنَا وَمَا يَذَّكَّرُ إِلاَّ أُوْلُواْ الألْبَابِ﴾ فقالوا أن التأويل أمر مظنون، وإن أُولت الآية على غير مراد الله فيقع القائل في الزيغ بل يقول كما قال الراسخون في العلم ﴿كل من عند ربنا﴾ آمنا بظاهره وصدقنا بباطنه ووكلنا علمه إلى الله تعالى ولسنا مكلفين بمعرفة ذلك إذ ليس ذلك من شرائط الإيمان وأركانه. فهذا هو طريق السلامة. وفي الحديث من رواية حذيفة بن اليمان: «إن في أمتي قوما يقرؤون القرآن ينثرونه نثر الدقل، يتأولونه على غير تأويله».
أما أهل التأويل فيعدون الأخذ بظاهر بعض الآيات قد يؤدي إلى تشبيه الله بخلقه والتجسيم، فيأولون الآيات على غير ظاهرها لصرف المعنى الظاهر،
```
يقول: 
الجويني
: 
«
إذا حُمل اللفظ الظاهر على المعنى المرجوح كان ذلك تأويلا، ويسمى اللفظ مؤولًا. والتأويل لا يكون إلا بدليل لقول المصنف: "وَيُؤَوَّلُ الظَّاهِرُ بِالدَّلِيلِ"، أي: يحمل على الاحتمال المرجوح "وَيُسَمَّى" حينئذ "ظَاهِرًا بِالدَّلِيلِ" أي: كما يسمى مؤولًا
»
.
[
161
]
```

وهناك مذهب التسليم أو التفويض الذين يفوضون معنى النص المتشابه إلى علم الله ولا يأولون المتشابه بل يؤمنون به ويقولون: لا يعلم تأويله إلا الله.

### الترجمة

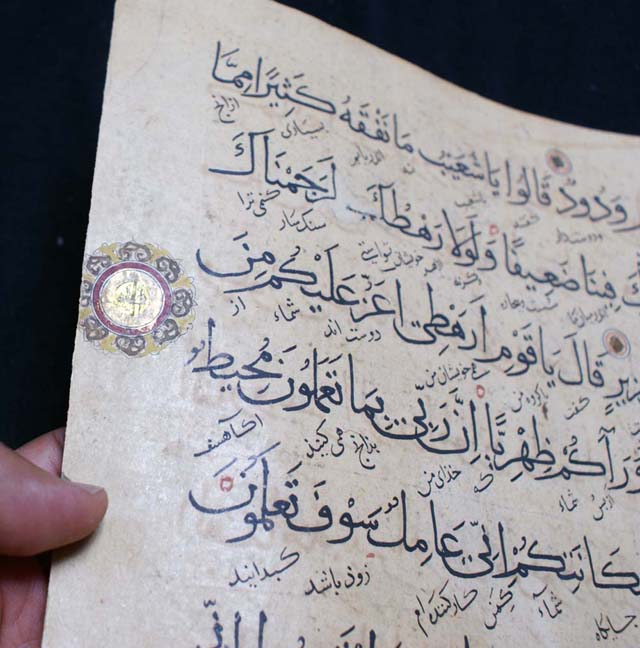
صفحة من المصحف عليها ترجمة فارسية للنص العربي، تعود لعهد الإلخانات.

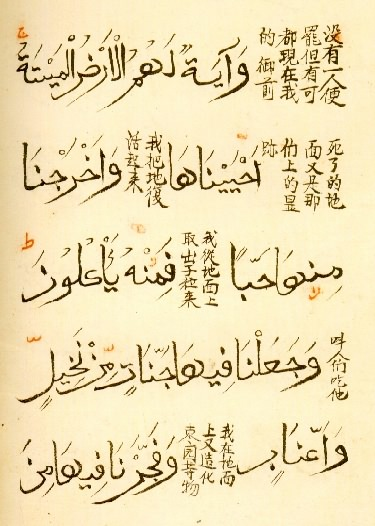
الآيات 33 و34 من سورة يس مترجمة إلى الصينية.

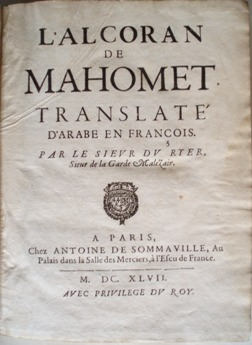
"قرآن محمد"، أوّل ترجمة للقرآن من اللغة اللاتينية إلى لغة أوروبية عاميّة، وهي بهذه الحالة: الفرنسية.

كانت ترجمة القرآن إلى لغات أخرى غير العربية إحدى أبرز المشاكل التي واجهت الدعاة الإسلاميين وغير المسلمين ممن لا يعرفون العربية ويرغبون بالاطلاع على هذا الكتاب ودراسته. وقد اعتبر علماء الشريعة الإسلامية وعدد من اللغويين أن ترجمة القرآن أمرٌ في غاية العسر، ومن أبرز الأسباب التي تحول دون ذلك هي فصاحة القرآن ذاته، فاللغة العربية الفصحى تتميز بطائفة واسعة من المشتركات اللفظية، والكلمات التي يختلف معناها باختلاف موقعها من النص، وبما أن النص القرآني أكثر النصوص العربية فصاحةً، فإن ترجمته ترجمةً دقيقة أمرٌ فائق الصعوبة. تقول الدكتورة ليلى عبد الرازق عثمان، وهي رئيسة قسم اللغة الإنگليزية والترجمة الفورية بجامعة الأزهر، أن ترجمة معاني القرآن إلى اللغات الأخرى بنفس الدقة التي جاءت بها لغة القرآن بالعربية أمرٌ مستحيل، ونوَّهت إلى أن القرآن يمكن أن تترجم كلماته حرفيًّا، لكن من الصعوبة بمكان ترجمة ما تحمله هذه الكلمات بباطنها من مدلولات ومعان تمثل روح القرآن وسر بلاغته. وذكرت في دراسة لها أن كثيرين ممن ترجموا معاني القرآن اعترفوا بصعوبة ذلك وعجز اللغات الأخرى عن مجاراة اللغة العربية التي نزل بها القرآن. ومن الذين اعترفوا بهذه الحقيقة على سبيل المثال لا الحصر - أ.ج اربري - الذي كان من أشد المعجبين بلغة القرآن - حيث قال: «بدون شك لغة القرآن العربية تتحدى أية ترجمة مناسبة؛ لأن البيان المعجز يتلاشى حتى في أكثر الترجمات دقة». وتؤكد هذه الدراسة أنه لكي ينقل المترجم معاني القرآن على أفضل وجه فإن عليه أن يفهم البيئة التي نزل فيها القرآن، وأسباب نزول الآيات والسياقات التي نزلت فيها، إضافة إلى فهم الخصائص البلاغية والبيانية التي تتمتع بها اللغة العربية، ومن ثَمَّ نقلها بكل دقة وأمانة، دون إضافة أو حذف أو تغيير للمعنى؛ وأوضحت الدراسة، أن هناك بعض المترجمين حاولوا نقل معنى كل كلمة قرآنية، وأضافوا هوامش لشرح الصور البلاغية الواردة في القرآن، كالذي فعله يوسف علي في ترجمته للقرآن؛ في حين أن بعضًا من المترجمين لم يولوا هذا الجانب أهمية، ولم يعتنوا بالخصائص البلاغية والبيانية، واهتموا فقط بتبسيط معاني القرآن حتى يفهمها العامة.

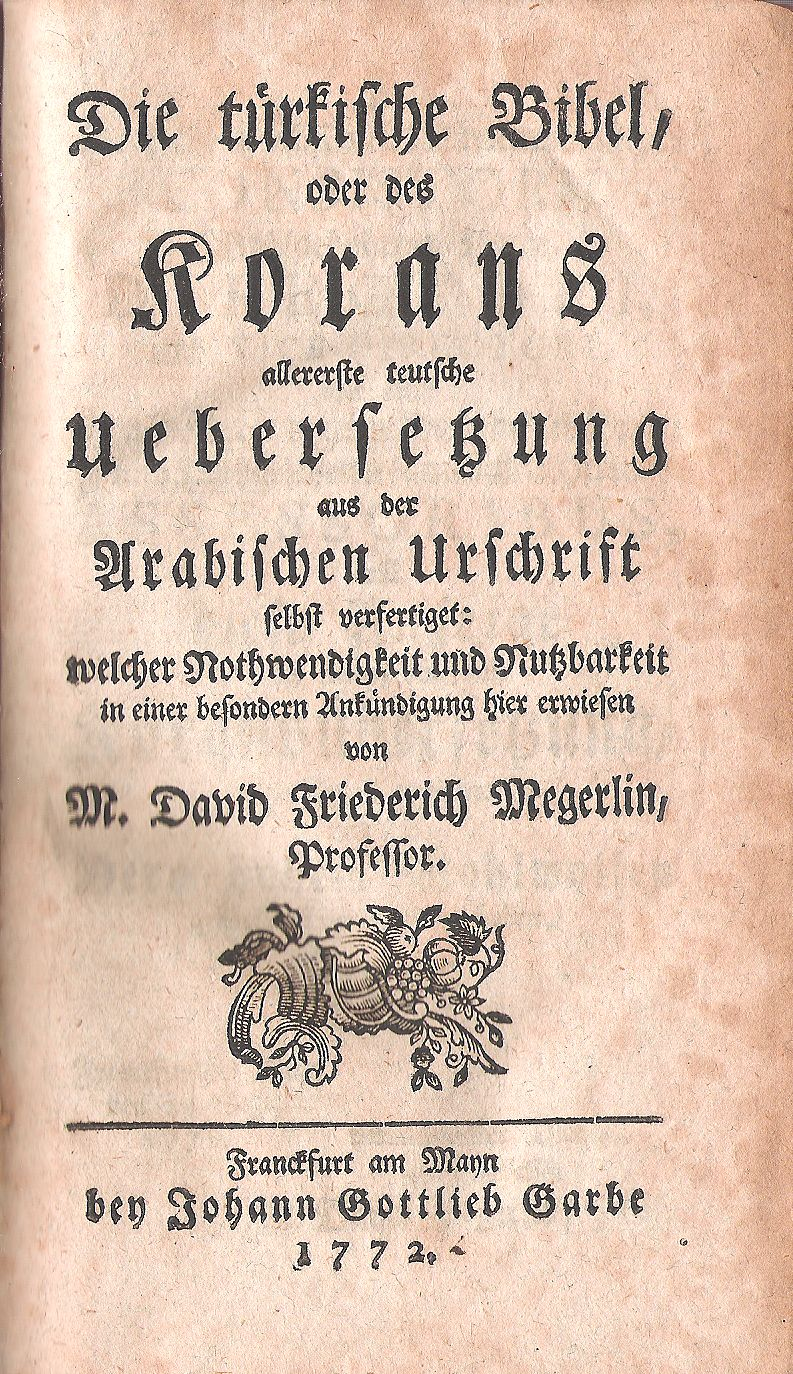
صفحة المقدمة من النسخة الألمانية الأولى للقرآن، والتي تعود لسنة 1772.

تُرجم القرآن اليوم إلى أغلب لغات أفريقيا وآسيا وأوروبا، وكان أوّل ما تُرجم منه هو سورة الفاتحة، وذلك على يد الصحابي سلمان الفارسي، الذي نقلها إلى اللغة الفارسية خلال القرن السابع. وهناك البعض ممن يقول أن أوّل ما تُرجم من الآيات أيضًا كان ما بعثه النبي محمد إلى هرقل إمبراطور الروم وأصحمة بن أبجر نجاشي الحبشة، متضمنة في رسالتيه التي دعاهما فيها إلى الإسلام. أما ترجمة أوّل نسخة كاملة من القرآن فكانت في عام 884 في إقليم السند، بناءً على أمر من عبد الله بن عمر بن عبد العزيز، بعد أن طلب منه راجا الهندوس ذلك. أوّل الترجمات الأوروبية للقرآن كانت ترجمة اللاهوتي الإنگليزي المستعرب «روبرت الكيتوني» وذلك بناءً على طلب رئيس رهبنة القديس بندكت، بطرس المحترم، وقد وُضعت هذه الترجمة باللغة اللاتينية وأُُطلق عليها تسمية «قانون محمد النبي المزيّف» (باللاتينية: Lex Mahumet pseudoprophete). وفي سنة 1649 وضع الكاتب الإسكتلندي إسكندر روس أوّل نسخة إنگليزية للقرآن، بعد أن ترجمها عن أوّل نسخة فرنسية والتي تعود لعام 1647، حاملة عنوان «قرآن محمد» (بالفرنسية: L'Alcoran de Mahomet) التي وضعها أندريه دوريه. ومن الجدير بالذكر أن تلك الترجمات الأولى لم تُنشر بين الناس، بل بقيت محظورة عند رجال الدين والحكّام، وفي كثير من الأحيان لم تترجم عن دراية بالمعنى الحقيقي للنص، وفي أحيان أخرى حُرّفت. أما أوّل ترجمة علمية فعلية أوروبية للقرآن فكانت عام 1734، على يد المستشرق الإنگليزي جورج سيل، وتبعتها ترجمة أخرى عام 1937 بيد المستعرب البريطاني ريتشارد بل، وأخرى بيد المتشرق والباحث في الدراسات الإسلامية آرثر آربري في سنة 1955.
بعد هذه المرحلة دخل المسلمون ميدان الترجمة إلى اللغات الأوروبية، بعد أن كثر عدد الذين هاجروا منهم إلى الغرب بحثًا عن مورد رزق أو طلبًا للعلم، وانخرطوا مع أهل تلك البلاد وعايشوهم، واتصفت بعض ترجمات المسلمين بالعلمية، وشيء من الموضوعية، وقد بلغت ما يزيد عن 45 ترجمة كاملة سوى ما كان من الترجمات الجزئية. استخدم مترجمو القرآن من مسلمين وغير مسلمين ألفاظًا لغوية قديمةً عفا عليها الزمن لكتابة النص القرآني باللغة الأجنبية المستهدفة، فعلى سبيل المثال، استخدم كل من «أ. يوسف علي» و«م. مرمدوك پيكثال»، وهما من المترجمين المشهورين، صيغة الجمع "ye" والمفرد "thou" بدلًا من الصيغة المعاصرة المألوفة المستخدمة في الإفراد والجمع "you"، وذلك عند النقل من العربية إلى الإنگليزية.
أُفيد في عام 1936 أن القرآن قد تُرجم إلى 102 من اللغات العالمية. وفي سنة 2010 أفادت صحيفة الحرية للأخبار السياسية والاقتصادية (بالإنگليزية: Hürriyet Daily News and Economic Review) أن نسخ القرآن التي عُرضت في معرض طهران للقرآن في دورته الثامنة عشر، كانت بمئة واثنا عشرة لغة مختلفة.

### التلاوة

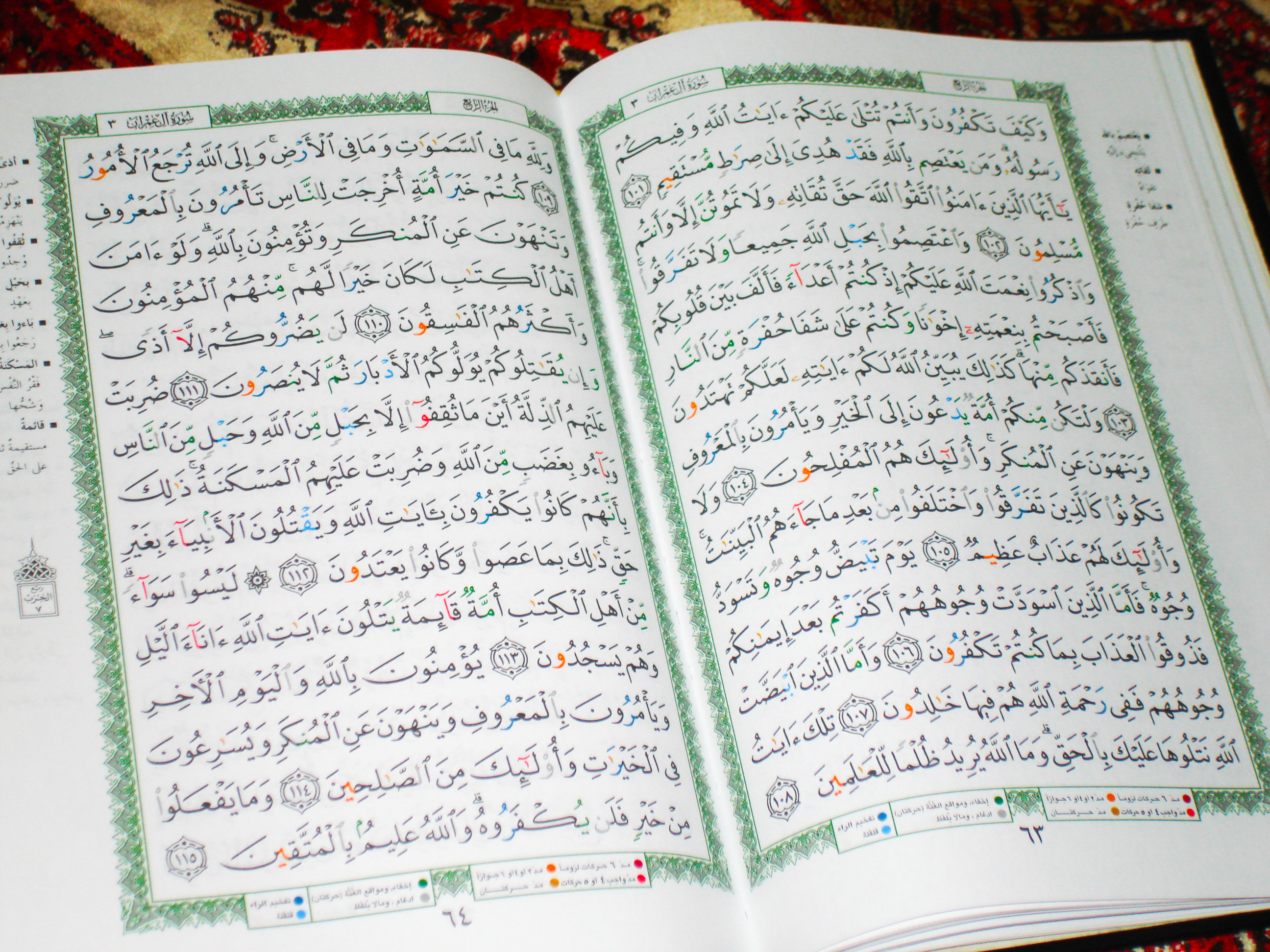
مُصحف تظهر فيه علامات التجويد، من إدغام وإخفاء وإقلاب وتفخيم وغيرها، بالألوان.

يؤمن المسلمون أن لتلاوة القرآن فضل عظيم، وسندهم في ذلك الأحاديث النبوية المؤكدة، ومنها ما رُوي عن أبي أمامة الباهلي: «سمعت رسول الله يقول: "اقرؤوا القرآن فإنه يأتي يوم القيامة شفيعًا لأصحابه"»، وعن أبي موسى الأشعري: «قال رسول الله: "مثل المؤمن الذي يقرأ القرآن مثل الأترجة ريحها طيب وطعمها طيب، ومثل المؤمن الذي لا يقرأ القرآن كمثل التمرة لا ريح لها وطعمها حلو، ومثل المنافق الذي يقرأ القرآن كمثل الريحانة ريحها طيب وطعمها مر، ومثل المنافق الذي لا يقرأ القرآن كمثل الحنظلة ليس لها ريح وطعمها مر"». كذلك يؤمن المسلمون أن قارئ القرآن له أجر كبير، فمن يقرأ منه حرفًا له به حسنة والحسنة بعشر أمثالها.
وتلاوة القرآن تختلف عن تلاوة الكتب الأخرى، فهي تتم وفق أسلوب معين في النطق تختلف فيه مخارج الحروف عن تلك الخاصة بالنصوص غير القرآنية. ويُعرف أسلوب تلاوة القرآن، أو علم تلاوة القرآن، بعلم التجويد، والتجويد في اللغة هو التحسين، يُقال «جوّدت الشيء» أي حسنته، وأيضًا، تجويد الشيء في لغة العرب إحكامه وإتقانه. أما تعريف التجويد في الاصطلاح فيمكن تقسيمه إلى قسمان: معرفة القواعد والضوابط التي وضعها علماء التجويد، وهذا القسم يسمى بالتجويد العلمي أو النظري، وإخراج كل حرف من مخرجه دون تحريف أو تغيير، وهذا يُعرف بالتجويد العملي أو التطبيقي. وقد وضع الخليل بن أحمد الفراهيدي وغيره من أئمة القراء والتابعين وأتباعهم قواعد علم التجويد، وفائدة هذا العلم أنه يُحسّن الأداء عند التلاوة، ويصون اللسان عن الخطأ.

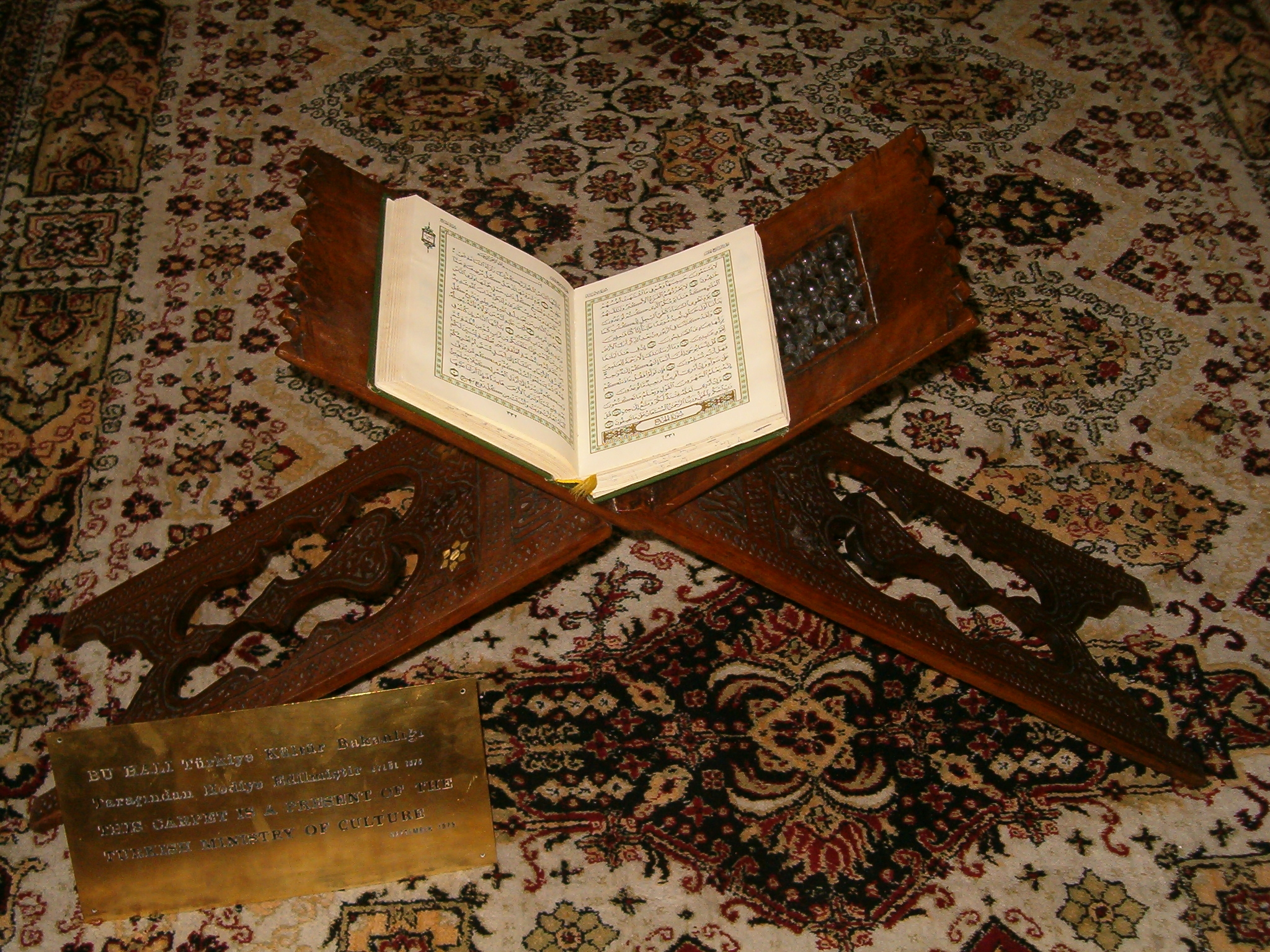
مسند مخصص لوضع المصحف وقراءته جلوسًا.

دائمًا ما يبدأ القارئ المسلم تلاوة القرآن بالاستعاذة، وذلك عبر قوله «أعوذ بالله من الشيطان الرجيم»، وقال العلماء أن ذلك يُستحب أن يكون جهرًا عندما يكون القارئ يقرأ جهرًا ويكون هناك من يستمع إليه، وعندما يُعلّم الآخرين التلاوة ويكون هو المبتدئ بالقراءة، وإنه يُستحب أن يستعيذ بالله إسرارًا عندما يُصلي جهرًا أو إسرارًا، وإذا كان يقرأ سرًا، وإذا كان يقرأ في جماعة وليس هو المبتدئ، وإذا كان القارئ خاليًا. بعد الاستعاذة ينطق القارئ بالبسملة: ، التي تُعتبر واجبة عند ابتداء أول كل سورة ما عدا أول سورة التوبة، وتجوز البسملة أثناء السور وأثناء السورة سالفة الذكر. تُقسم قراءة القرآن إلى أربعة مراتب وقيل خمس هي: «مرتبة التحقيق» وهي القراءة بتؤدة وطمأنينة بقصد التعليم مع تدبر المعاني ومراعاة الأحكام، و«مرتبة الترتيل» وهي القراءة بتؤدة وطمأنينة لا بقصد التعليم مع تدبر المعاني ومراعاة الأحكام، و«مرتبة الحدر» وهي القراءة بسرعة مع مراعاة الأحكام، و«مرتبة التدوير» وهي القراءة بحالة متوسطة بين التؤدة والإسراع مع مراعاة الأحكام، أما المرتبة الخامسة التي قال بها البعض فهي «الزمزمة»، ويُقصد بها خاصةً «القراءة في النفس».
ويقول العلماء باتباع قواعد معينة مُستحبة قبل الشروع في التلاوة، ومنها التوضؤ كي يمس الإنسان القرآن وهو على طهارة، هذا وقد ورد أن النبي محمد كان يتلو القرآن على كل حال إلا أن يكون محدثًا وذلك دليل على جواز التلاوة على غير وضوء، ولكن التلاوة مع الوضوء تبقى أفضل. كما أن تطهير الفم بالسواك مستحب، وترك تناول ما يعطي رائحة خبيثة للفم أمر مستحب أيضًا، ويُستحب استقبال القبلة وإطراق الرأس وعدم التربع أو الاتكاء أو الجلوس على هيئة من هيئات التكبر.

#### مدارس التلاوة

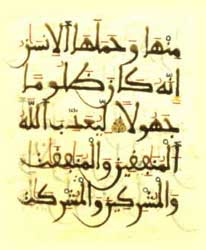
صفحة أندلسية أو مغربية من القرآن، تعود للقرن الثالث عشر، وتظهر عليها الآية الثالثة والسبعين من سورة الأحزاب.

يُقرآ القرآن بعدّة أساليب وطرق تختلف في نُطق النص باختلاف خط المصحف ورسمه. ويستدل المسلمون على جواز التلاوة بأساليب مختلفة مما ورد في الأحاديث النبوية ومنها: «إن القرآن نزل على سبعة أحرف كلها شافٍٍ كافٍ»، و«أُنزل القرآن على سبعة أحرف، فاقرؤوا ما تيسر». وقد قال العلماء في معنى هذا الحديث، أن القرآن نزل على سبع لغات من لغات العرب، وذلك توسيعًا عليهم، ورحمة بهم، فكانوا يقرؤون مما تعلموا، دون أن يُنكر أحد على أحد؛ بل عندما حدث إنكار لهذا، كما كان من أمر عمر بن الخطاب مع هشام بن حكيم، بيَّن له النبي محمد أن ليس في ذلك ما يُستنكر، وأقر كل واحدٍ منهما على قراءته. وكان لهذا الإقرار بصحة اختلاف التلاوة الأثر الأكبر في اختلاف التلاوات حاليًا، فخلال العهد النبوي وعهد الخلفاء الراشدين، أرسل محمدًا والخلفاء الأربعة من بعده، أرسلوا الصحابة إلى البلدان ليعلِّموا الناس القرآن وأحكام دينهم، فعلَّم كل واحدٍ منهم أهل البلاد التي أُرسل إليها ما كان يقرأ به على عهد النبي محمد، فاختلفت قراءة أهل تلك البلاد باختلاف قراءات الصحابة. ويذكر المؤرخون والعلماء المسلمون، أنه على الرغم من أن عثمان بن عفان جمع القرآن على حرف واحد، هو حرف قريش أي لغتها، وهو حرف من الأحرف السبعة التي نص عليها الحديث، فإن هذا النسخ العثماني للقرآن لم يكن منقوطًا بالنقاط، ولا مضبوطًا بالشكل، فاحتمل الأمر قراءة ذلك الحرف على أكثر من وجه، وفق ما يحتمله اللفظ، كقراءة «فتبينوا» و«فتثبتوا» ونحو ذلك، ثم جاء القرّاء بعد، وكانوا قد تلقوا القرآن ممن سبقهم - فقرؤوا ما يحتمله اللفظ من قراءات، واختار كل واحد منهم قراءة حسب ما تلقاه ووصل إليه.
قسَّم العلماء القراءات القرآنية إلى قسمين رئيسين هما: القراءة الصحيحة، والقراءة الشاذة. أما القراءة الصحيحة فهي القراءة التي توافرت فيها ثلاثة أركان هي:
1. أن توافق وجهًا صحيحًا من وجوه اللغة العربية.
2. أن توافق القراءة رسم مصحف عثمان بن عفان.
3. أن تكون قد نُقلت إلى الوقت الحالي نقلًا متواترًا، أو بسند صحيح مشهور.

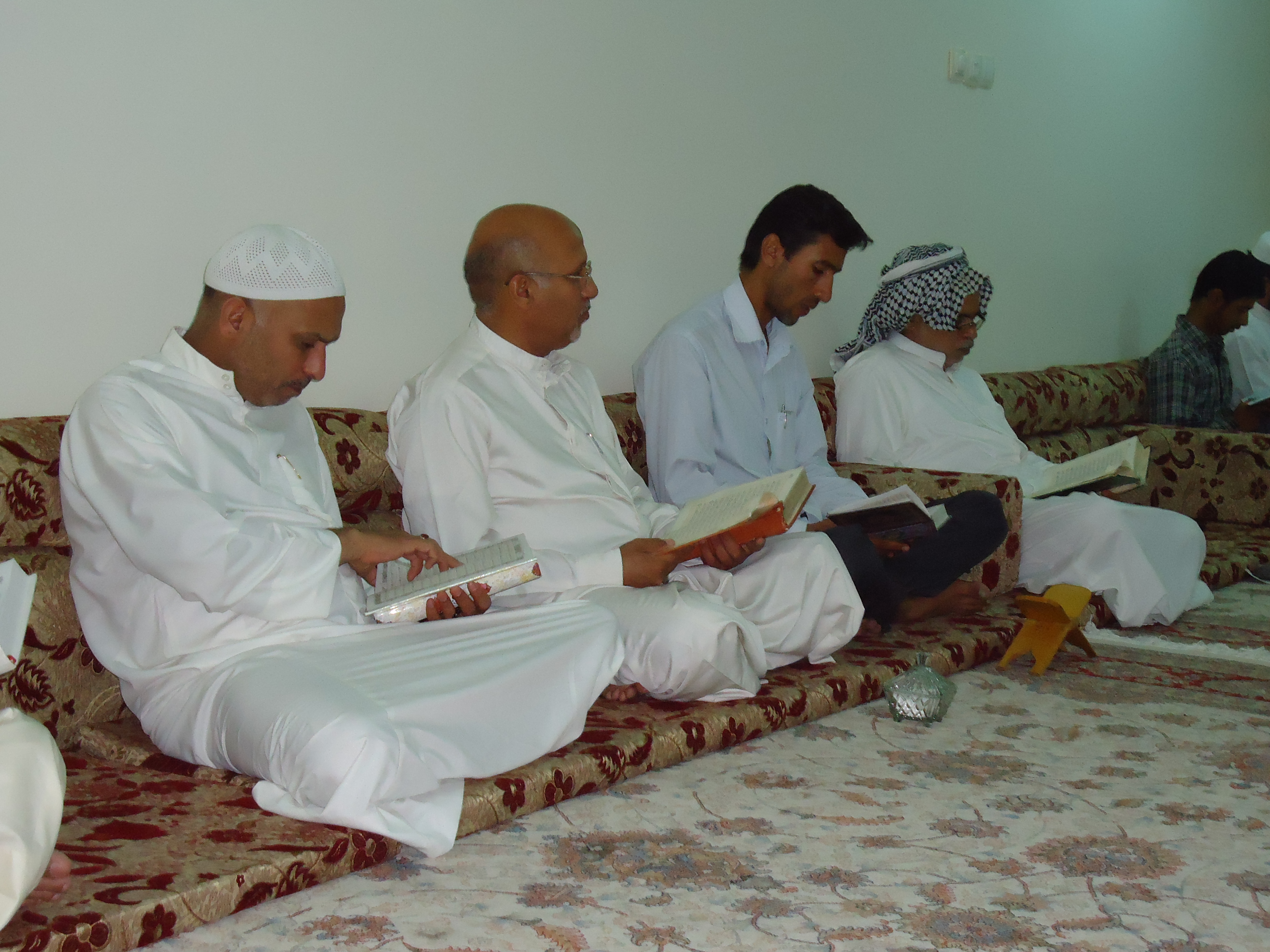
عدّة أشخاص في جلسة ختم للقرآن، في الأحواز، إيران.

فكل قراءة استوفت تلك الأركان الثلاثة، كانت قراءة قرآنية، تصح القراءة بها في الصلاة، ويُتعبَّد بتلاوتها. وهذا هو قول عامة أهل العلم. أما القراءة الشاذة فهي كل قراءة خالفت الرسم العثماني على المعتمد من الأقوال؛ وبتعبير آخر هي القراءة التي اختل فيها ركن من الأركان الثلاثة سالفة الذكر. ويدخل تحت باب القراءات الشاذة ما يسمى بالقراءات التفسيرية، وهي القراءة التي صح سندها، ووافقت العربية، إلا أنها خالفت الرسم العثماني. ويقول العلماء أن المقصد من القراءة الشاذة تفسير القراءة المشهورة وتبيين معانيها؛ كقراءة عائشة بنت أبي بكر وحفصة بنت عمر «والصلاة الوسطى صلاة العصر» بدلًا من «حافظوا على الصلاة الوسطى»، وقراءة ابن مسعود «فاقطعوا أيمانهما» بدلًا من «فاقطعوا أيديهما». فهذه الحروف - القراءات - وما شابهها صارت مفسِّرة للقرآن. وقد اتفق العلماء على أن ما وراء القراءات العشر التي جمعها القرّاء، شاذ غير متواتر، لا يجوز اعتقاد قرآنيته، ولا تصح الصلاة به، والتعبد بتلاوته، إلا أنهم قالوا: يجوز تعلمها وتعليمها وتدوينها، وبيان وجهها من جهة اللغة والإعراب. والقراءات التي وصلت الوقت الحالي بطريق متواتر عشر قراءات، نقلها مجموعة من القراء، امتازوا بدقة الرواية، وسلامة الضبط، وجودة الإتقان، ومن أصحاب تلك القراءات، وأشهر رواته: قراءة عاصم الكوفي، وأشهر من روى عنه شعبة وحفص، وقراءة نافع المدني، وأشهر من روى عنه، قالون وورش، وقراءة أبي عمرو البصري، وأشهر من روى عنه الدوري والسوسي، وغيرهم. يُلاحظ أن كل ما نُسب لإمام من هؤلاء الأئمة العشرة، يُسمى «رواية» فيُقال مثلًا: «قراءة عاصم برواية حفص» و«قراءة نافع برواية ورش»، وهكذا.
ذكر ابن عاشور في تفسيره «التحرير والتنوير» أن القراءات التي يقرأ بها اليوم في العالم الإسلامي هي: قراءة نافع برواية ورش في بعض القطر التونسي، وبعض القطر المصري، وفي جميع القطر الجزائري، وجميع المغرب الأقصى، وما يتبعه من البلاد والسودان. وقراءة عاصم برواية حفص عنه في جميع المشرق، وغالب مصر، والهند، وباكستان، وتركيا، وأفغانستان، كما أفاد أن قراءة أبي عمرو البصري يقرأ بها في السودان أيضًا.

### الرسم والتخطيط

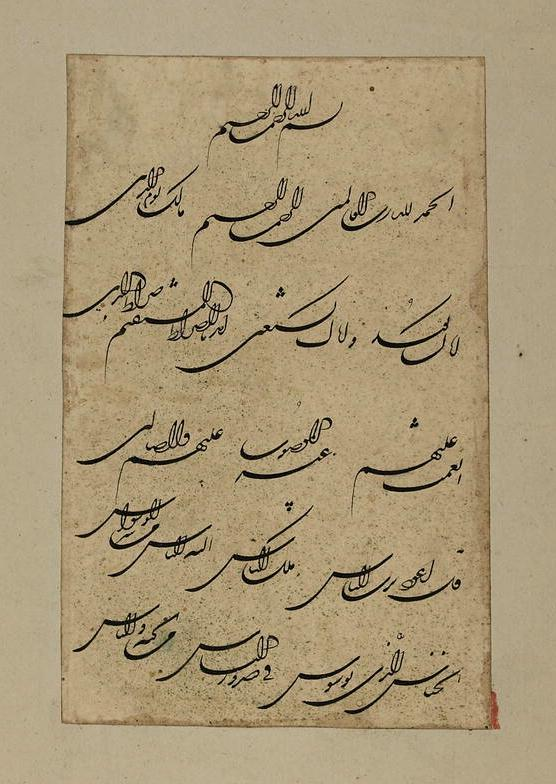
سورة الفاتحة وسورة الناس مرسومتان سويًا بخط النستعليق الفارسي.

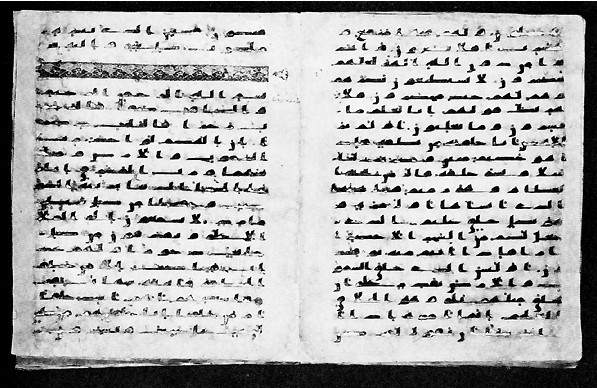
الآيات 72-83 من سورة يس و1-14 من الصافات، بخط المشق.

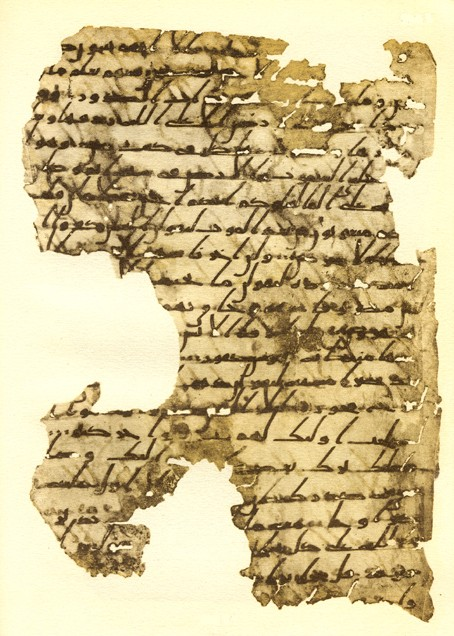
الآيات 4-13 من سورة هود، بالخط الحجازي المكي.

إن المقصود برسم المصحف هو الخط أو الطريقة التي كتبت فيها حروف المصحف وفقًا للمصاحف العثمانية. فالقرآن في عهد النبي محمد وفي عهد عثمان كذلك لم يكن مكتوبًا بنفس الطريقة التي يُكتب اليوم، فقد كانت الكتابة آنذاك خالية من التشكيل والنقط والأرقام، ومعتمدة على السليقة العربية التي لا تحتاج لهذا التشكيل. ولم يتغير هذا الحال إلى أن بدأت الفتوحات واختلط العرب بالعجم، وبدأ غير الناطقين بالعربية يقعون في أخطاء في قراءته. فكان من الضروري كتابة المصحف بالتشكيل والنقاط حفاظًا عليه من أن يُقرأ بطريقة غير صحيحة.
وكان التابعي أبو الأسود الدؤلي أول من وضع ضوابط اللسان العربي، وقام بتشكيل القرآن بأمر من الخليفة علي بن أبي طالب. وجعل آنئذ علامة الفتحة نقطة فوق الحرف، وعلامة الكسرة نقطة أسفله، وعلامة الضمة نقطة بين أجزاء الحرف، وجعل علامة السكون نقطتين. وبعد موت أبي الأسود الدؤلي بردح من الزمن تابع وسار على منواله بعض العلماء، من بينهم الخليل بن أحمد الفراهيدي الذي كان أول من صنف كتابًا في رسم نقط الحروف وعلاماتها، وهو أول من وضع الهمزة والتشديد وغيرها من علامات الضبط، ثم دوّن علم النحو ليكون ضابطًا لقراءة القرآن ليقرأ بشكل سليم لا يخل بمعناه. ثم بعد ذلك مر رسم المصحف في طور التجديد والتحسين على مر العصور، وفي نهاية القرن الهجري الثالث، كان الرسم القرآني قد بلغ ذروته من الجودة والحسن والضبط، حتى استقر المصحف على الشكل المعهود اليوم من الخطوط الجميلة وابتكار العلامات المميزة التي تعين على تلاوة القرآن تلاوة واضحة جيدة واتباع قواعد التجويد.
يتّبع مخططوا المصحف 6 قواعد في رسمه، وهي: قاعدة الحذف، وذلك كحذف الألف في «يأيها»، والياء في «باغٍ»، والواو في «فأوا»، وقاعدة الزيادة، وذلك كزيادة الألف في «تفتؤا»، والياء في «بأييد»، والواو في «أولو»، وقاعدة الهمز، وذلك كأن تكتب حال سكونها بحرف حركة ما قبلها «ائذن، اؤتمن»، وقاعدة البدل، وذلك ككتابة الألف واوًا للتفخيم في «الصلوة»، وكتابة النون ألفًا في نون التوكيد المخففة «لنسفعًا»، وهاء التأنيث تاء مفتوحة في نحو «رحمت»، قاعدة الوصل والفصل وذلك كوصل«أن» بحرف «لا»، و«عن»، و«كل» بحرف «ما»، وقاعدة ما فيه قراءتان، فإنه يكتب برسم إحداهما، نحو «يخدعون، غيبت».
وقد ثار الجدال بين العلماء عمّا إذا كان رسم المصحف توقيفي بأمر النبي محمد، ولا تجوز مخالفته، أو اصطلاحي باتفاق بين الكتبة وبين الخليفة الراشد عثمان بن عفان، وتجوز مخالفته، وذهبوا في ذلك مذاهب ثلاثة: المذهب الأول قال أنه توقيفي لا تجوز مخالفته، وذلك مذهب الجمهور، ودليلهم في ذلك إقرار النبي محمد الكتبة على كتابتهم، ثم إجماع الصحابة، ثم إجماع الأئمة من التابعين والمجتهدين عليه، وأدلة أخرى من العقل والنقل. وقال أصحاب المذهب الثاني أنه اصطلاحي فتجوز مخالفته، وحجتهم في ذلك أن الله لم يفرض على الأمة شيءًا في كتابته، ولم يرد في السنة والإجماع ما يوجبه. أما أصحاب المذهب الثالث فقالوا أنه تجب كتابة المصحف للعامة على الاصطلاحات الشائعة عندهم، ويجب في ذات الوقت المحافظة على الرسم العثماني بين الآثار الموروثة عن السلف. والراجح هو ما قاله الجمهور.

#### الطباعة
|                                                                      |  |  |
| كتاب القرآن بطريقة براي، معروض في الملتقى السنوي لمسلمي فرنسا، 2019. |  |  |

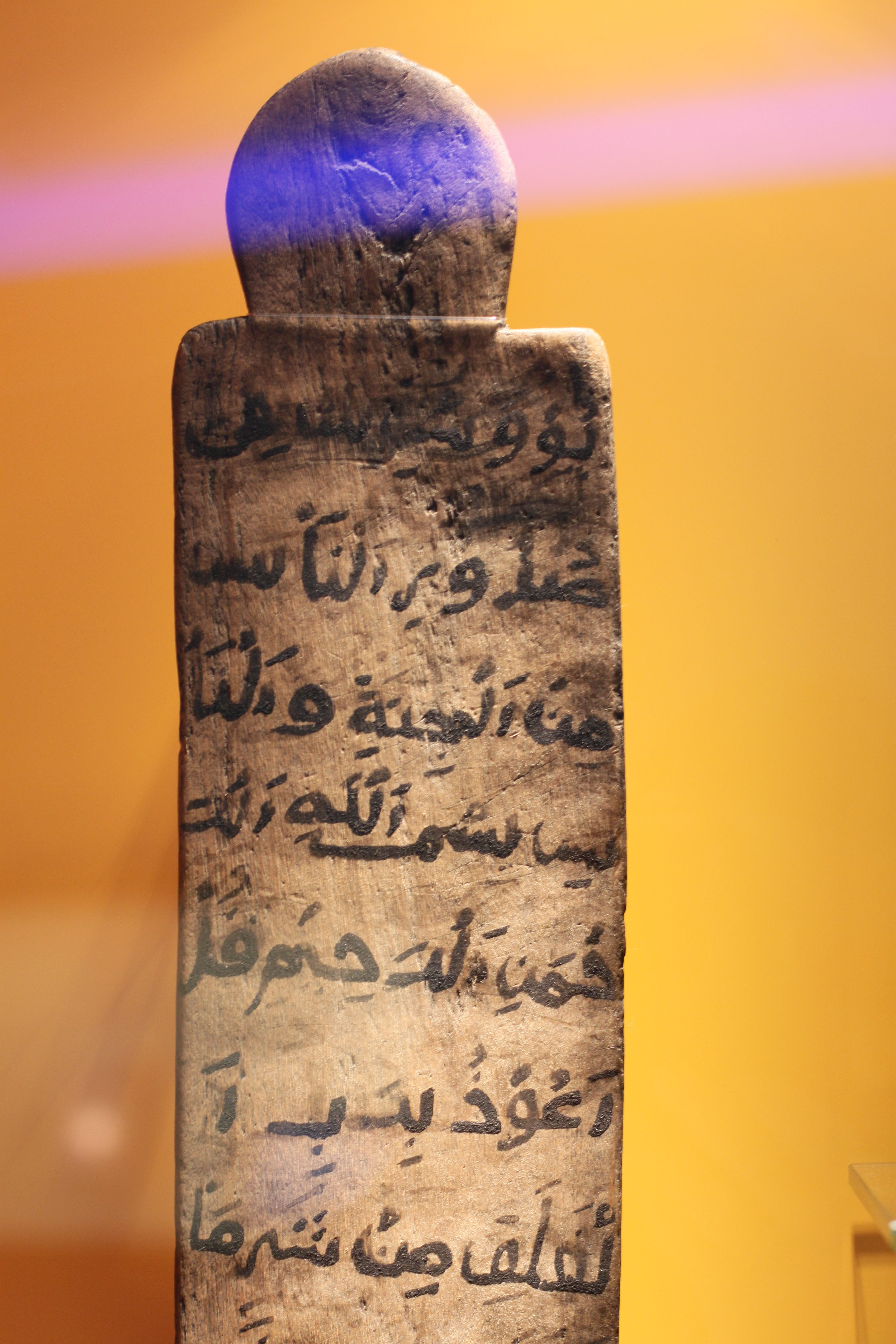
نص قرآني منقوش على لوح خشبي قديم.

كان النسّاخون والخطاطون يكتبون النص القرآني على الأوراق ويجمعوها في الكتب إلى حين شيوع الطباعة والمطابع في جميع أنحاء العالم خلال القرن التاسع عشر. وفي بعض الأماكن، كان النص القرآني يُطبع على ألواح خشبية، وقد شاعت هذه الوسيلة خلال القرون الوسطى عند مسلمي الصين خصوصًا. غير أنه لم يصل المؤرخين والباحثين أي مصحف كامل مكتوب بهذا الشكل. يُعزى ذلك للتكلفة العالية التي تتطلبها طباعته. كذلك شاع خلال القرن التاسع عشر طباعة النصوص القرآنية على الأحجار في أمكنة أخرى.
أقدم نسخ المصحف المطبوعة بأسلوب الطباعة المنقولة، أو تجميع الحروف، والتي لا تزال باقية حتى اليوم، هي نسخة أنتجت بالبندقية سنة 1537 أو 1538، ويظهر بأنها كانت تُحضّر للبيع في الدولة العثمانية، حيث مُنعت الطباعة بهذا الأسلوب منذ سنة 1485. رُفع حظر الطباعة المنقولة في سنة 1588، لكن الرأي العام استمر يرفض استخدام الطباعة لإصدار الكتب غير الدينية، فكان من الطبيعي أن لا يوافق الناس على استخدامها لإصدار المصاحف، واستمر الأمر على هذا المنوال حتى أواخر القرن التاسع عشر. يظهر أن هذه المعارضة كان سببها النسّاخ الذين خافوا من انقطاع مورد رزقهم، وكذلك لأسباب جمالية وخوفًا من وقوع أخطاء عند طباعة النص، مما قد يُغيّر من معناه. رعت كاثرين الثانية قيصرة روسيا أوّل طباعة حديثة للمصحف في سنة 1787، وسرعان ما حذت الدولة العثمانية وفارس حذوها، فظهرت نسخة مطبوعة من قازان في سنة 1828، ومن بلاد فارس سنة 1833، ومن الآستانة سنة 1877.
تصدر المصاحف حاليًا مطبوعة بالأساليب الحديثة، ومنها ما يصدر بأحجام كبيرة ومنها ما يصدر صغيرًا يمكن حمله في الجيب، وبعضها يُطبع فيه النص القرآني خالصًا، وبعضها يصدر في كتاب تتخلله هوامش لتفسير المصطلحات الواردة ضمن سياق النص. وفي الدول غير العربية تصدر المصاحف بلغتين، فتحوي صفحة النص الأصلي باللغة العربية، والصفحة المقابلة الترجمة بلغة ذلك البلد، أو في أحيان أخرى تعلو الترجمة النص العربي. كما أن بعض المصاحف تُزخرف من الخارج أو تٌزيّن بشكل آخر، ومن الأمثلة على ذلك: نسخة لمّاعة عثر عليها البريطانيون في مكتبة السلطان فاتح علي خان ٹیپو في الهند سنة 1806، وكان عليها ميداليتين وغطائين نقشت عليهما سورة الفاتحة وبعض الأدعية.
يصعب كثيرًا إدراج كامل النص القرآني بكل ما ورد فيه من نقاط وإشارات وعلامات إنشائية، في رموز شفرية حاسوبية، مثل اليونيكود. يُقدم أرشيف النصوص المقدسة على شبكة الإنترنت ملفات حرة تحوي كامل النص القرآني على شكل صور ونصوص يونيكوديّة وقتيّة. حاول عدد من مصممي البرامج الإلكترونية والشركات المختصة أن يطوروا خطوطًا حاسوبيّة يمكنها أن تُظهر النص القرآني بالرسم العثماني المعهود في المصاحف.

## الفرق بين القرآن والحديث القدسي
القرآن عند علماء الشريعة هو كلام الله المنزل على النبي محمد للإعجاز وللتعبد بألفاظه، فهو من الله لفظًا ومعنى. والحديث القدسي هو ما يرويه النبي محمد عن ربه بألفاظه هو، ولكن دون التعبد بهذه الألفاظ، وليس للتحدي والإعجاز، فمعناه من الله، ولفظه من الرسول. والقرآن نزل به جبريل على محمد، أما الحديث القدسي فلا يُشترط فيه أن يكون الواسطة فيه جبريل، فقد يكون جبريل هو الواسطة فيه، أو يكون بالإلهام، أو بغير ذلك. والقرآن قطعي الثبوت ويُقسم إلى سور وآيات، أما الحديث القدسي منه الصحيح والضعيف والموضوع وليس له ذاك التقسيم. كذلك فإن جاحد القرآن يُكفّر، أما الحديث القدسي فإن من جحد حديثًا أو استنكره نظرًا لحال بعض روايته فلا يُكفّر. والقرآن لا تجوز روايته أو تلاوته بالمعنى، بينما الحديث القدسي تجوز روايته بالمعنى.

## آراء عن العلاقة مع الكتب اليهودية والمسيحية
من آراء الباحثين كثرة نقاط التلاقي والتطابق بين القرآن والتوراة والتناخ أو العهد القديم والعهد الجديد من أناجيل ورؤيا يوحنا على وجه الخصوص وكذلك أبوكريفا، سواءً أكان من ناحية التشريع أم من ناحية رواية الأحداث أو في الأمثلة العامة.
ويرى الباحث فراس السواح، أن «التشابك والتشابه بين الرواية الإنجيلية والرواية القرآنيّة هو شديد، حتى مع اختلاف التعابير والمصطلحات فهي غالبًا ما تخفي اتفاقًا في المضمون».

### العلاقة مع الأبوكريفا
كتب الأبوكريفا هي كتابات دينيّة مسيحية لها بنية العهد الجديد نفسها من ناحية الأناجيل وأسفار الأعمال ورسائل ورؤى منحولة فيها، غير أنها قد نبذت من قبل الكنيسة الرسميّة بدءًا من مجمع نيقية ولم تُضم إلى المجلّد الرسمي للكتاب المقدس المسيحي وذلك إما لأنها وضعت بزمن طويل بعد الأسفار الرسميّة التي دونت أواخر القرن الأول، أو لأن نسبيتها إلى شخصيات العصر الرسولي مكثت ضعيفة ولم يتبناها أبكار الآباء أو لأنها لم تحظ باهتمام جميع الكنائس أي ظلت محليّة الانتشار سيّما في مصر. ذلك لا يعني أن الكنيسة الرسميّة قد حرّمتها نهائيًا بل أوصت في كثير من الأحيان بقراءتها من قبل العامة لما في ذلك من «تنمية الورع والتقى الديني وحسن الأثر في النفس» لكنها أقرت عدم جواز بناء عقائدها عليها وعدم تلاوتها في الكنيسة وإخفائها وقت الطقوس الدينية ومن هنا جاءت التسميّة أبوكريفا والتي تعني في اللاتينية «مخفيّة» إذ إنها كانت تخفى وتستر وقت الطقوس. استمرّت هذه الكتابات منتشرة قرونًا طويلة واستشهد ببعضها آباء الكنيسة أنفسهم وشكلت بعض موادها جزءًا من التقليد الكنسي، وعند ظهور الإسلام في القرن السابع كانت الكتب الأبوكريفية لا تزال واسعة الانتشار بين أتباع الديانة المسيحية.
أما التشابه بينها وبين القرآن، فهو جلي وواضح في مواضع عديدة أبرزها قصة ميلاد مريم ومناجاة أمها لله وتسميتها فهي مشتركة بين إنجيل يعقوب وسورة آل عمران، وكذلك فإن تقديم مريم للهيكل أو المحراب حيث كفلها النبي زكريا - وهو العيد الذي تحتفل به الكنيسة الرسميّة في 2 سبتمبر من كل عام، أي أنه داخل في التقاليد الكنسيّة رغم عدم ورود أي شيء عنه في الأناجيل الرسمية - هي بدورها واحدة في إنجيل يعقوب وسورة آل عمران، وقصة القرعة على كفالة مريم هي واحدة في سورة آل عمران وإنجيل يعقوب وإنجيل توما الإسرائيلي؛ كما أنّ لقب «المسيح ابن مريم» لم يطلق على المسيح في الكتابات الرسميّة غير أنه استعمل في إنجيل الطفولة العربي والقرآن. وأما ميلاد المسيح المنصوص عنه في سورة مريم ومشار إليه في سورة المؤمنون على أنّ المخاض قد جاء مريم تحت جذع النخلة يشابه رواية إنجيل متى المنحول وإن وضعها الكتاب المذكور في طريقة السفر إلى مصر وليس عند الميلاد. وبخصوص اتهام قوم مريم لها بالزنا وكلام ابنها في المهد فشقها الأول مشترك مع إنجيل يعقوب والثاني مع إنجيل الطفولة العربي؛ وبخصوص نفخ المسيح بأشكال طيور طينية فدّبت بها الحياة وطارت ذكرت بدورها في إنجيل توما الإسرائيلي وإنجيل الطفولة العربي. أما نفي صلب يسوع في القرآن فهو مشترك بدوره مع الفكر الغنوصي كما كشفت مخطوطات نجع حمادي سيّما في النص المعنون «أطروحة شيت الكبير» وفي نص غنوصي آخر بعنوان «أعمال يوحنا الحبيب» يظهر يسوع ليوحنا يقول له:
| القرآن | بالنسبة لهم هناك في الأسفل، أنا مصلوب في أورشليم وأتجرع الخل والمرار وأطعن بالحراب ولكنني لست ذاك المعلّق على الصليب ولم أعان أيًا من تلك الآلام. | القرآن |

علمًا أنّ الغنوصيّة والتي زاوجت بين المسيحية والوثنية الإغريقيّة وعلى عكس أغلب المؤلفات غير القانونيّة قد حوربت من قبل الكنيسة، على أنّ النصوص الغنوصيّة إذ تنفي الصلب فهي تضعه بمعنى صوفي خاص على خلاف القرآن الذي نفاه بالمطلق وأخبر أنه رُفِع إلى السماء.

### العلاقة مع التناخ والعهد الجديد
| نَزَّلَ عَلَيْكَ الْكِتَابَ بِالْحَقِّ مُصَدِّقًا لِّمَا بَيْنَ يَدَيْهِ وَأَنزَلَ التَّوْرَاةَ وَالإِنجِيلَ |
| —سورة آل عمران، الآية الثالثة                                   |

تتحدث آيات في القرآن عن العلاقة التي تربطه بالتوراة والإنجيل والكتب المنزلة قبلًا على الأنبياء وفق المعتقد الإسلامي، وهذا التشابه مردّه وفق العقائد الإسلامية إلى كون جميع هذه الرسالات صادرة من قبل إله واحد: ﴿آمَنَ الرَّسُولُ بِمَا أُنْزِلَ إِلَيْهِ مِنْ رَبِّهِ وَالْمُؤْمِنُونَ كُلٌّ آمَنَ بِاللَّهِ وَمَلَائِكَتِهِ وَكُتُبِهِ وَرُسُلِهِ لَا نُفَرِّقُ بَيْنَ أَحَدٍ مِنْ رُسُلِهِ وَقَالُوا سَمِعْنَا وَأَطَعْنَا غُفْرَانَكَ رَبَّنَا وَإِلَيْكَ الْمَصِيرُ ۝٢٨٥﴾. يذكر الإمام البخاري في صحيحه أن الشوام والعراقيون المسيحيون واليهود اطلعوا على القرآن عند دخول الإسلام إلى تلك البلاد، وبحثوا فيه وناقشوه ونطقوا نصه كما ينطقون السريانية، قبل أن يأمر الخليفة عثمان بن عفان بتوحيد رسم كل المصاحف وتوحيد نطقها. [بحاجة لمصدر]
جميع الأنبياء المذكورين في القرآن ذكروا في التناخ أو العهد القديم كما يسمّى في المسيحية، كما أن الخطوط العامة لرواية الأحداث هو ذاته وإن كان العهد القديم أكثر تفصيلًا في روايته بينما القرآن يميل نحو ذكرٍ مختصر دون الغوص في التفاصيل. هناك بعض القصص المنسوبة للأنبياء أمثال نوح والطوفان ولوط وقومه ويوسف وإخوته وموسى وخروج شعبه ويونس ومكوثه في بطن الحوت وعدد آخر من الروايات، يتعرض لها القرآن بشيء من التفصيل، هي واحدة مع العهد القديم وإن اختلفت بعض تفاصيلها أحيانًا. وهذا التشابه دفع عددًا من الفقهاء والمؤرخين المسلمين إلى العودة للعهد القديم لاستكشاف بعض ما صمت عنه القرآن. أما العهد الجديد لا سيّما الأناجيل التي تروي سيرة يسوع وأعماله ومواعظه فهي بدورها واحدة في خطوطها العامة مع القرآن سواءً من ناحية الميلاد الإعجازي أو من ناحية الأعمال الخارقة التي كان يقوم بها بإذن الله بما فيها إقامة الموتى بإذن الله، مرورًا بمواعظه وتعاليمه وتحليل بعض ما حرمته الشريعة اليهودية وختامًا برفعه إلى السماء وعودته الثانية قبيل يوم القيامة، كما أن عددًا وافرًا من الألقاب القرآنية الموجهة وعلى رأسها «المسيح» و«كلمة الله» هي مشتركة بين النصّين. على أن الخلاف الظاهر يقع في قضيتي نفي صلب المسيح ونفي البنوّة لله؛ أيضًا فإن مريم العذراء قد ذكرت في القرآن أكثر مما ذكرت عليه في الأناجيل الأربعة مجتمعة، وهناك سورة باسمها (سورة مريم). كما أن تفاصيل يوم القيامة وما سيسبقه من زلزلة ونفخ في الصور وظهور الدجال هي متطابقة في تعليم يسوع وتعليم سفر رؤيا يوحنا والرواية الإسلامية للأحداث، مع بعض الاختلافات في التفاصيل، وتفسير الكنيسة لبعض هذه الأحداث بالمعنى المجازي في حين تمسك الإسلام بحرفيتها.
الائتلاف الوثيق بين القرآن والكتاب المقدس بشقيه لا يقتصر فقط على رواية الأحداث، بل يمتد نحو الأحكام والتشريعات غير أن أغلبها لم تعد مطبقة في اليهودية والمسيحية إما بداعي نسخها في مواضع أخرى سيّما في العهد الجديد كتعدد الزوجات أو بداعي كونها شرائع اجتماعية مربوطة بظروفها الخاصة كنجاسة المرأة في طمثها وقوامة الرجل عليها، علمًا أنه باستثناء الشق الأول والذي وصّفته المجامع المتعاقبة، فإن «الشرائع الاجتماعية» كانت مطبقة في المسيحية واليهودية عند ظهور الإسلام ومالت للإهمال في القرون الوسطى والحديثة.
| النص الكتابي | الآيات في القرآن                                                   |
| --- | ------------------------------------------------------------------ |
| «لاَ يَكُنْ لَكَ آلِهَةٌ أُخْرَى أَمَامِي» سفر الخروج، الإصحاح 20، الآية 3                                                                             | «وَقَضَى رَبُّكَ أَلَّا تَعْبُدُوا إِلَّا إِيَّاهُ» سورة الإسراء، الآية 23              |
| «لاَ تَصْنَعْ لِنَفْسِكَ آلِهَةً مَسْبُوكَةً» سفر الخروج، الإصحاح 34، الآية 14                                                                            | «فَاجْتَنِبُوا الرِّجْسَ مِنَ الْأَوْثَانِ» سورة الحج، الآية 30                    |
| «لاَ تَنْطِقْ بِاسْمِ الرَّبِّ إِلهِكَ بَاطِلًا» سفر الخروج، الإصحاح 20، الآية 7                                                                          | «وَلاَ تَجْعَلُواْ اللّهَ عُرْضَةً لِّأَيْمَانِكُمْ» سورة البقرة، الآية 224             |
| «أَكْرِمْ أَبَاكَ وَأُمَّكَ» سفر الخروج، الإصحاح 20، الآية 12                                                                                       | «وَبِالْوَالِدَيْنِ إِحْسَانًا» سورة الإسراء، الآية 23                         |
| «لاَ تَقْتُلْ» سفر الخروج، الإصحاح 20، الآية 13                                                                                              | «وَلَا تَقْتُلُوا النَّفْسَ الَّتِي حَرَّمَ اللَّهُ إِلَّا بِالْحَقِّ» سورة الإسراء، الآية 33  |
| «لاَ تَزْنِ» سفر الخروج، الإصحاح 20، الآية 14                                                                                               | «وَلاَ تَقْرَبُوا الزِّنَى إِنَّهُ كَانَ فَاحِشَةً وَسَاءَ سَبِيلًا» سورة الإسراء، الآية 32 |
| «لاَ تَسْرِقْ» سفر الخروج، الإصحاح 20، الآية 15                                                                                              | «وَالسَّارِقُ وَالسَّارِقَةُ فَاقْطَعُواْ أَيْدِيَهُمَا» سورة المائدة، الآية 38          |
| «لاَ تَشْهَدْ عَلَى قَرِيبِكَ شَهَادَةَ زُورٍ» سفر الخروج، الإصحاح 20، الآية 16                                                                          | «وَاجْتَنِبُوا قَوْلَ الزُّورِ» سورة الحج، الآية 30                           |
| «لاَ تَشْتَهِ بَيْتَ قَرِيبِكَ. لاَ تَشْتَهِ امْرَأَةَ قَرِيبِكَ، وَلاَ عَبْدَهُ، وَلاَ أَمَتَهُ، وَلاَ ثَوْرَهُ، وَلاَ حِمَارَهُ، وَلاَ شَيْئًا مِمَّا لِقَرِيبِكَ» سفر الخروج، الإصحاح 20، الآية 17 | «وَلاَ تَتَمَنَّوْاْ مَا فَضَّلَ اللّهُ بِهِ بَعْضَكُمْ عَلَى بَعْضٍ» سورة النساء، الآية 32    |

## النقد
أوّل الأشخاص الذين نقدوا القرآن وما جاء فيه كان وثنيو قريش، وقد اعتبروه شعرًا يتلوه محمد وأن ليس له مصدرٌ إلهي، وقالوا إنه كان يصله بإلهام شيطان الشعر، حيث كان العرب يتوهمون أن لكل شاعر شيطانًا من الجن يقول الشعر على لسانه. وقال بعض الأشخاص، مثل النضر بن الحارث أن محمدًا كان ينقل أقوال الفرس من قصص ملوكهم وعقائدهم وخرافاتهم ولم يأخذ من الوحي شيئا.

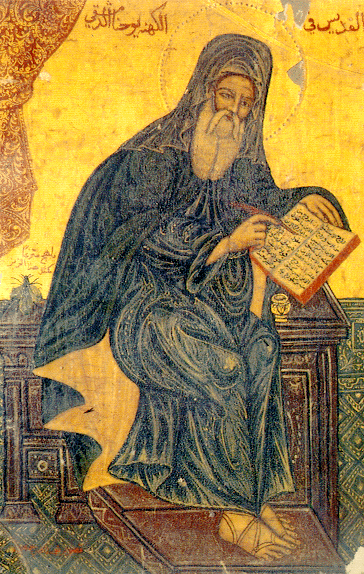
أيقونة عربية للقديس يوحنا الدمشقي، أوّل من نقد القرآن بشكل رسمي.

وبعد انتشار الإسلام في بلاد الشام والعراق ومصر، ظهر أشخاص من أبناء تلك المناطق وانتقدوا القرآن وما جاء فيه، ومن أبرز هؤلاء القديس يوحنا الدمشقي، المعروف أيضًا باسم «دفّاق الذهب»، فقد سارع بالعكوف على القرآن تفلية ونبشًا، وانتهى إلى رأي مفاده أن الإسلام يُعتبر طائفة مسيحية مهرطقة. وقد اعتبر يوحنا الدمشقي أن الراهب النسطوري «بحيرى» ساعد محمدًا على كتابة القرآن وكذلك حال ورقة بن نوفل، نافيًا مصدره الإلهي وقدسيته، لا سيما وأن الآريوسية والنسطورية كانتا تعتبران من الطوائف المهرطقة، واعتبر أن المشابهة بينه وبين نصوص الكتاب المقدس إنما هي مشابهة ضحلة بما قلَّتْ قيمته من أسفار العهدين القديم والجديد. وبعد يوحنا الدمشقي جاء عدد من الأشخاص الذين نكروا ألوهية المصدر القرآني، مستندين في ذلك في كثير من الأحيان على ما خلص إليه الدمشقي، ومن هؤلاء بارشو لوميو الرهاوي، الذي عاش في القرن الثاني عشر، وقد تركزت جدليّة الأخير في أخذ النبي محمد القرآن عن الراهب بحيرى النسطوري، وقال في هذا المجال: 
| القرآن | فعندما شهد ذلك الراهب الفاسق سذاجة القوم رأى أن يمنحهم عقيدة وشريعة على غرار مذهب آريوس وغيره من ألوان الكفر والزندقة التي حرم من أجلها فراح يسطر كتابًا هو الذي يسمونه القرآن، وهو شريعة الله ناثرًا فيه كل ما أودع من مروق وعند ذلك أعطى كتابه لتلميذه "مؤمد" وأبلغ أولئك البلهاء أن ذلك الكتاب أُنزل على محمد من السماء حيث كان في حفظ جبريل الملك فصدقوه فيما قال، وبذلك مكّن الراهب لذلك القانون الجديد. | القرآن |

يقول الراهب، أو الأسقف، بولس الأنطاكي في رسالة إلى أحد المسلمين أن العالم ليس بحاجة إلى القرآن إذ جاءت التوراة بشريعة العدل وجاء الإنجيل بشريعة الفضل، ولا يتبقى بعدهما جديد يحتاج الناس إليه، وأبرز مآخذه على القرآن هو ما جاء فيه من أنه ناسخ للتوراة والإنجيل، فقال بأن ذلك «لا يجوز لقائل أن يقوله لأن كتبنا قد جاز عليها من نحو ستمئة سنة وصارت في أيدي الناس يقرؤونها باختلاف ألسنتهم».
يُعَدُّ ابن كمونة اليهودي أول مجادل تنصيري من اليهود ضد القرآن، وقد ضمّن جدلياته ضد القرآن في كتابه تنقيح الأبحاث للملل الثلاث، فعقد فصلا للقرآن أورد فيه خمسة عشر اعتراضًا على القرآن، منها ثلاثة تتعلق بأصالته، فقال أن القرآن يجوز أن يكون قد أنزل إلى نبي آخر دعا محمدًا أولًا إلى دينه وإلى هذا الكتاب فأخذه محمد منه وقتله، وإنه يُحتمل أن محمدًا طالع في كتب من تقدمه أو سمعها فانتخب أجودها، وضمّ البعض إلى البعض، ولعلّه سمع ذلك من أهل الكتاب من مسيحيين ويهود في الشام وشبه الجزيرة العربية.
وفي العصر الحالي ظهر باحثون وكتّاب نقدوا القرآن بعدّة طرق، ومن هؤلاء عبد الله عبد الفادي، الذي رصد في كتابه «هل القرآن معصوم؟» عدّة مصادر بشرية للنص القرآني، كما يعتبر عبد الفادي أن النبي محمد أخذ عدد من الموضوعات التي تعود بأصلها إلى مؤلفات يهودية ومسيحية وأدرجها بالقرآن. كما انتقد مفكرون غربيون القرآن على ما ورد به من إباحة ضرب الرجل لزوجته إذا لم تتعظ واستمرت بعصيانه، وعلى فرضه الجهاد وغير ذلك من الأمور، التي تتعارض بشكل خاص مع أسلوب حياة الغربيين المعاصرة.
انتقد العديد من العلماء والباحثين الغربيين نصوص القرآن حول خلق الكون والأرض، وأصول الحياة البشرية، وعلم الأحياء، وعلوم الأرض، وما إلى ذلك، باعتبارها تحتوي على مغالطات غير علمية، ومن المحتمل أن تتناقض مع نظريات علمية متطورة. وقال العديد من العلماء أن القرآن يفتقر إلى الوضوح على الرغم من وصف نفسه كتابًا واضحًا.

## وصلات خارجية
- تنزیل
- مجمع الملك فهد لطباعة المصحف الشريف
- المكتبة الصوتية للقرآن الكريم بصوت مشاهير القراء
- القرآن الكريم مكتوب بالروايات المتواترة
- الذكر - استمع وحمّل القرآن الكريم بصوت مشاهير القرآء - المكتبة الصوتية للقرآن بالانترنت.
- جائزة دبي الدولية للقرآن.
- تصفح مصحف المدينة مع إمكانية التحميل.